# Lorenzo Lotto
Pour les articles homonymes, voir Lotto.
Lorenzo Lotto, né en 1480 à Venise et mort en 1556 à Lorette, est un peintre vénitien, contemporain du Titien, qui a été actif entre la Vénétie, Bergame et la région des Marches en Italie.

## Biographie

### Formation
Lorenzo Lotto passa son enfance et son adolescence à Venise, où il fut formé.
Élève de Giovanni Bellini selon Giorgio Vasari, pour qui Lotto, « ayant imité un temps la manière de Bellini, s'attacha ensuite à celle de Giorgione », il est plus souvent présenté comme l’élève d’Alvise Vivarini, en considération de la sévère monumentalité de ses premières œuvres.
Entre 1503 et 1504, il est documenté pour la première fois comme peintre à Trévise, où il exécute, en 1505, le Portrait de l'évêque Bernardo de' Rossi, protagoniste de la vie culturelle trévisane et son protecteur.
L’œuvre austère, exposée au musée de Capodimonte, par sa plasticité et son sens aigu de la psychologie, trahit des influences antonellienne et nordique, tout en montrant une personnalité stylistique déjà formée.
L'Allégorie du Vice et de la Vertu , aujourd’hui à la National Gallery of Art de Washington, décore le couvercle qui jadis protégeait le portrait.
Lorenzo Lotto y réalise une image cryptée à travers l’élaboration originale de motifs allégoriques comme dans l'Allégorie de la Chasteté de 1505 ; autre couvercle d’un portrait non identifié, présentant en son centre une figure féminine rêveuse, sur laquelle un angelot ou un génie ailé déverse des pétales de fleurs ; à gauche, un satyre se penche derrière un tronc pendant qu’à droite, un autre s’adonne à des libations ; chez la femme, la voluptas, l'inclination au plaisir, est atténuée par la quies, un état en suspens de vision purificatrice loin de l'abandon inconscient au rêve.
Lui succéda le grand retable de l’église Santa Cristina al Tiveron, hameau de Quinto di Treviso, l'extraordinaire Sacra Conversazione de 1505, qui, prenant pour modèle le Retable de San Zaccaria peint par Giovanni Bellini, adopte une composition plus fermée. Soulignée par l’entrecroisement des regards et des attitudes des personnages sacrés, elle est immergée dans une lumière froide et changeante, très éloignée de la production vénitienne d’alors.
Lotto, dans cette œuvre et dans les suivantes, se tourne vers l’art de Albrecht Dürer et celui des pays nordiques, dont il adopte le réalisme des détails, le pathétique de la représentation et cette vision d’une nature mystérieuse et inquiétante.
Avec l'Assomption du Duomo di Asolo et le Portrait du jeune homme à la lampe, du Kunsthistorisches Museum de Vienne, tous deux datés de 1506, se conclut l’expérience trévisane.

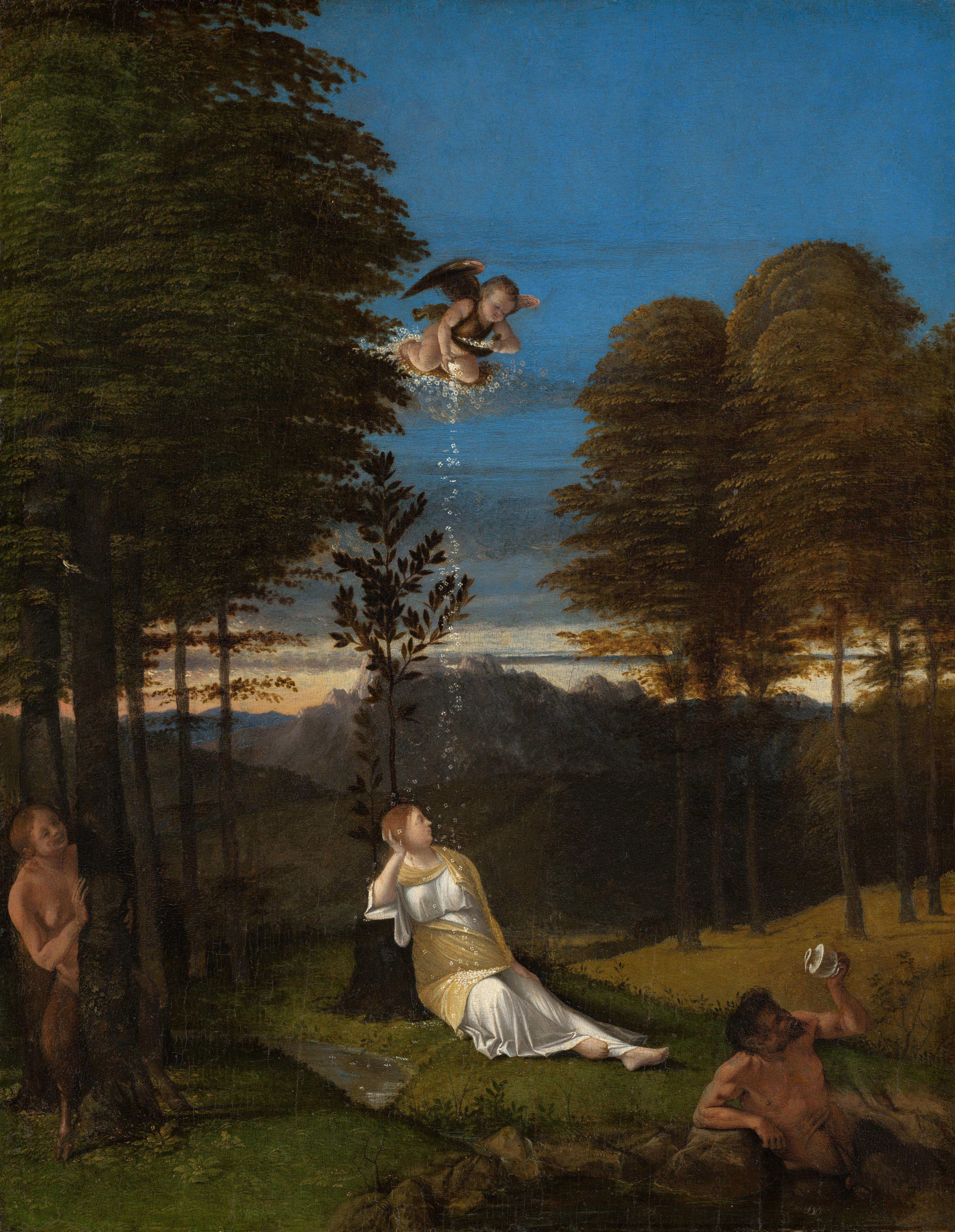
Allégorie de la Chasteté, env. 1505.
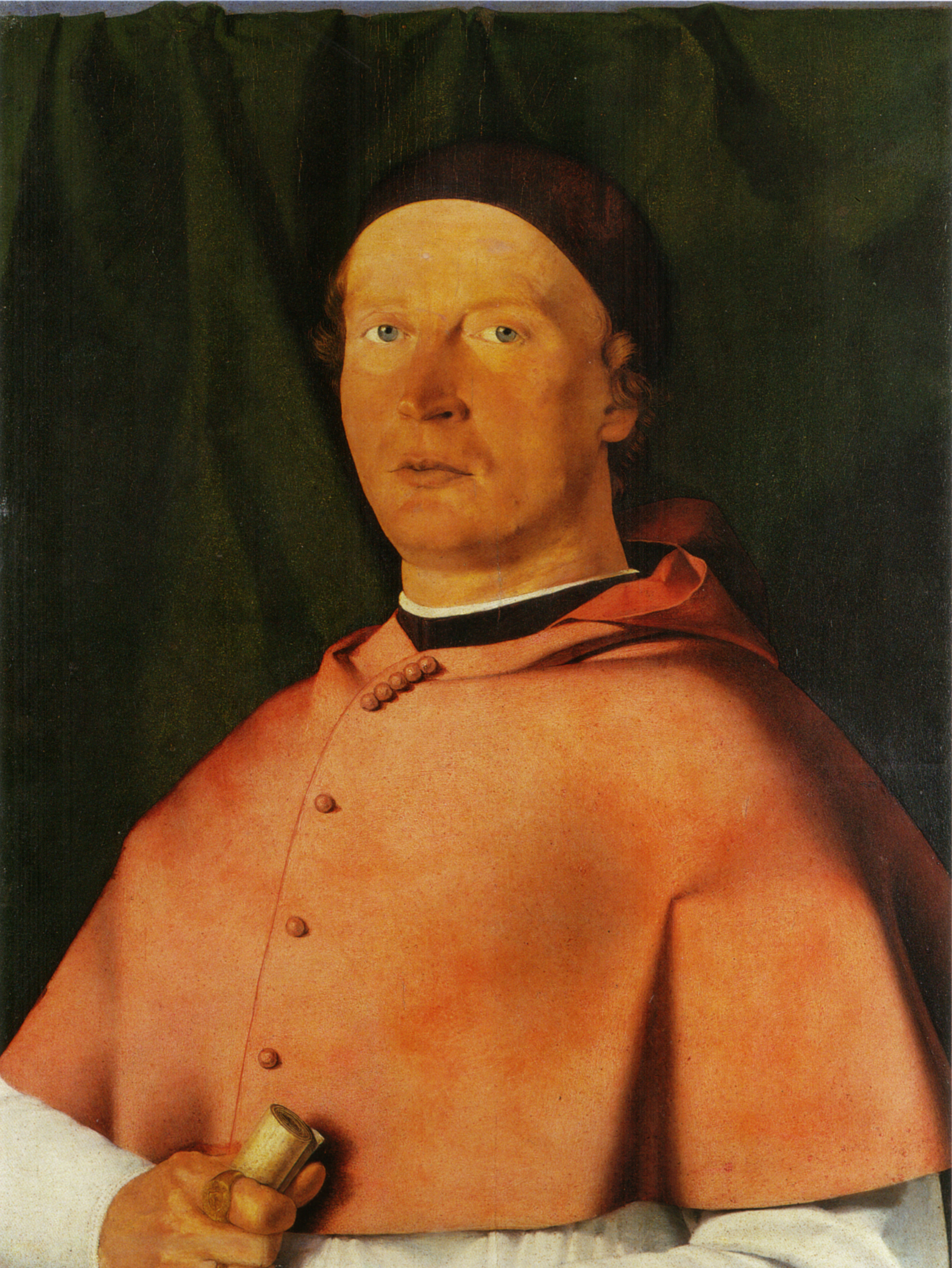
Portrait de l'évêque Bernardo de' Rossi, 1505, Musée Capodimonte, de Naples
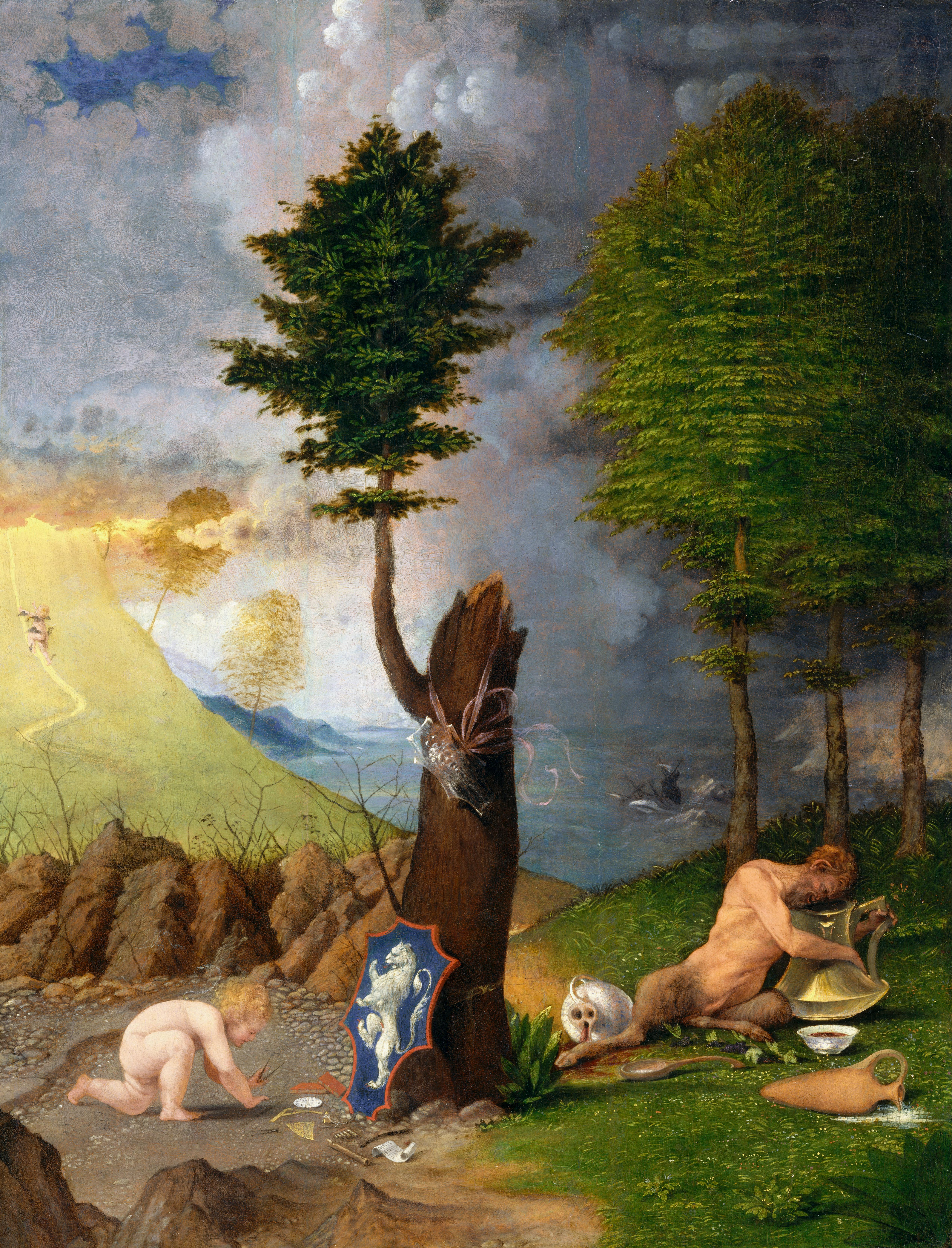
Allégorie du Vice et de la Vertu, 1505, Washington, National Gallery of Art.
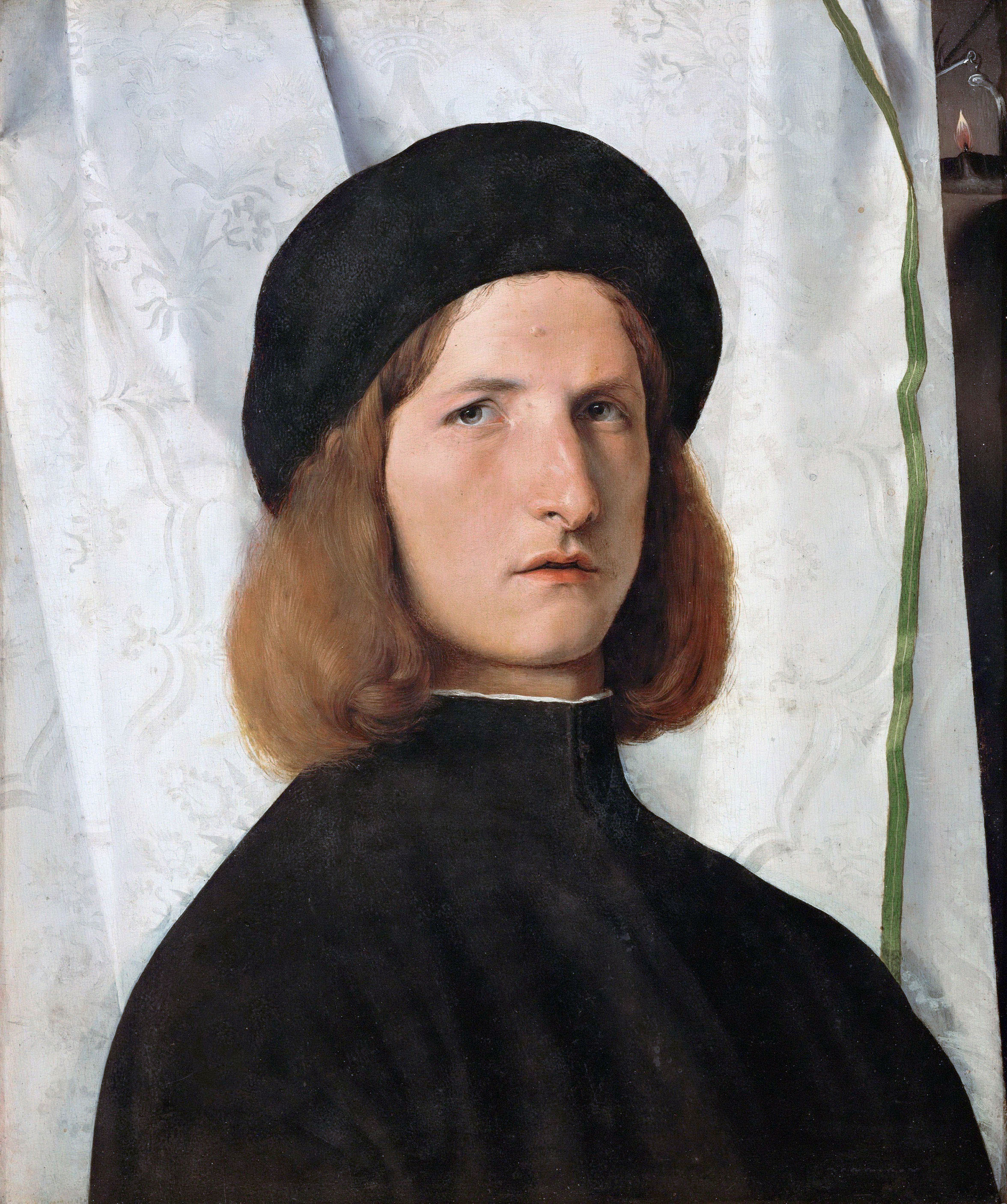
Portrait de jeune homme à la lampe, 1506, Kunsthistorisches Museum, Vienne.

Séjour à Rome de 1506 à 1511
Fort d’une notoriété acquise, le peintre est invité en 1506 dans les Marches par les dominicains de Recanati, avec lesquels il entretiendra sa vie durant de bons rapports.
En 1508, il termine le grand polyptyque de l’église Saint-Dominique, désormais conservé à la pinacothèque communale.

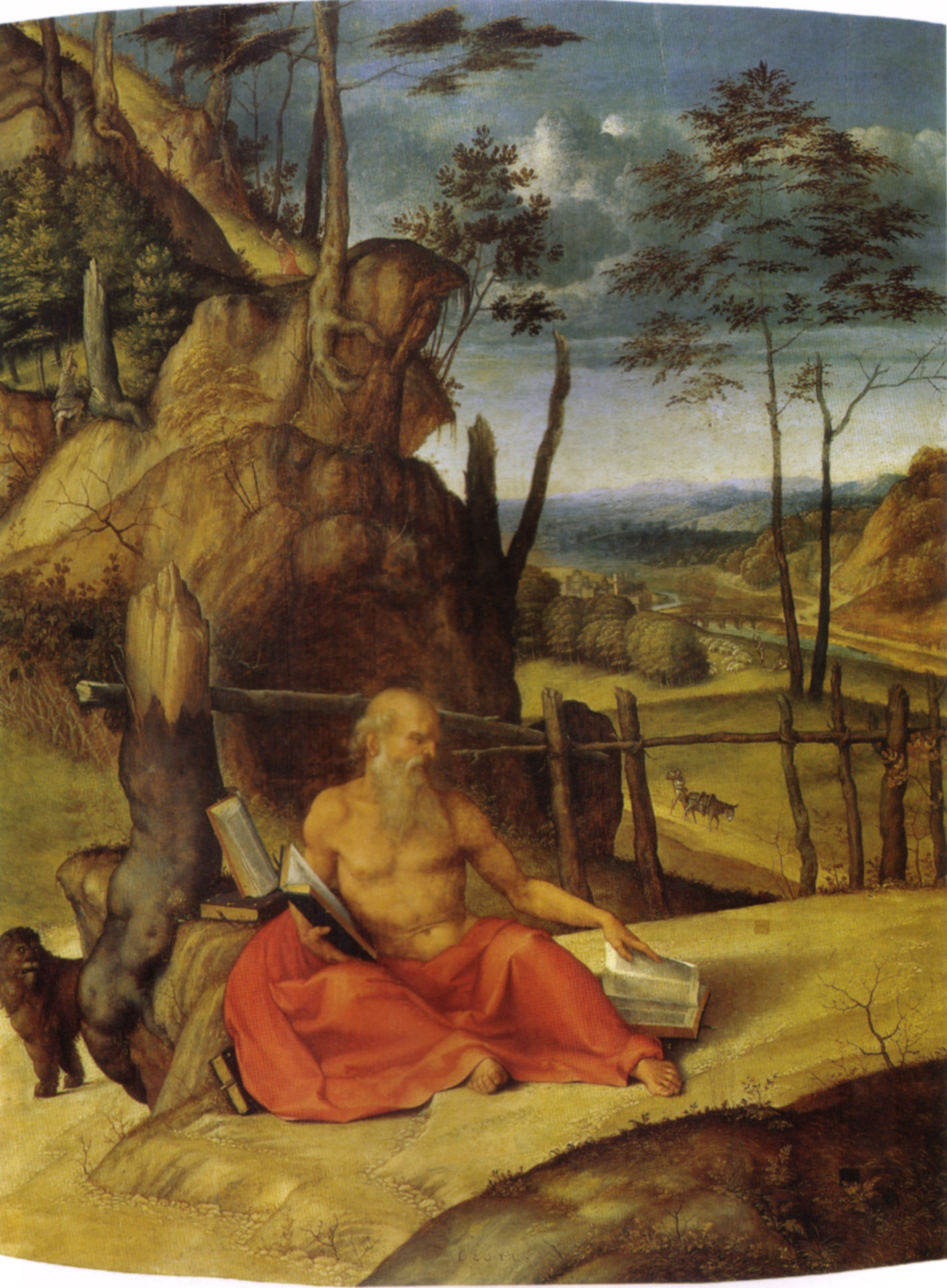
Saint Jérôme pénitent, env. 1509, Rome, château Saint-Ange.

Dans une architecture traditionnelle, s’y déploient des figures monumentales et mobiles, immergées dans une pénombre parcourue de forts contrastes lumineux.
L’œuvre conclut le cycle de l’activité juvénile de Lotto, désormais peintre mature et conscient de ses propres moyens.
Après un bref retour à Trévise, en 1509, il est appelé à Rome par le pape Jules II pour participer à la décoration de ses appartements au Vatican.
Le Saint Jérôme pénitent, est un thème récurrent chez Lotto qui en 1506, puis, sans doute en 1509, en réalise deux versions. Dans celle du château Saint-Ange, influencée par l’univers culturel romain, la palette s’éclaircit, immergeant le saint dans un paysage moins nordique, plus solaire, mais que le caractère anthropomorphe des éléments naturels (tronc noueux près du lion, racines en forme de main griffue, arbre accroché à l’éperon rocheux, derrière le saint) rend inquiétant.
Il quitta Rome en 1510 pour ne plus y revenir, débutant l'inquiet vagabondage qui le mènera à une situation de marginalisation, tant souhaitée que subie.
Retour dans les Marches en 1511
Son retour dans les Marches est documenté par un contrat signé le 18 octobre 1511 avec la Confraternita del Buon Gesù de Jesi, pour une Déposition destinée à l’église de San Floriano et désormais exposée à la pinacothèque locale.
Il y eut aussi ce passage à Recanati, où il peint la Transfiguration de l’église Santa Maria di Castelnuovo, aujourd’hui exposée à la pinacothèque.
Le tableau est structuré selon un modèle raphaélique, contre lequel pourtant le peintre réagit, avec de soudains accès expressionnistes, une composition complexe, et des figures aux attitudes tourmentées.

### Les chefs-d’œuvre de Bergame
Avec l’emménagement à Bergame, réalité culturelle en marge du débat intellectuel des centres majeurs, les inquiétudes couvées à Rome et exprimées dans les peintures des Marches s’apaisent. Lotto est désormais libre de s’exprimer dans ce que l’on peut appeler un art provincial, choix qui s’avéra perdant face au grand mouvement romain. L'artiste, stimulé aussi par les commandes locales, tenta une synthèse entre l’art « nouveau » vénitien et la tradition lombarde, venant en contact avec l’œuvre de Gaudenzio Ferrari et peut-être aussi du Corrège. Certainement, il approfondit sa connaissance de l’art nordique, en particulier celui d’Hans Holbein, par l’étude des gravures.
Sans doute à cause du siège impérial de Bergame, il termina le grand Retable de Martinengo, commandé en 1513 pour l’église Saint-Étienne-et-Saint-Dominique  trois ans plus tard ; le retable, privé de cadre, cimaise et prédelle, est conservé dans l’ église Santi Bartolomeo e Stefano de Bergame. Lotto, de façon inhabituelle, y dispose les figures devant la perspective de la nef, et non sur le fond de l’abside, à la limite entre ombre et lumière. Au cœur de cette structure architectonique classique, ornée de drapés et ouverte sur la coupole, pleut une lumière céleste. Deux anges tiennent symboles et cartels sur lesquels sont inscrits ces mots : DIVINA IUSTITIA SUAVE IOGUM.
Il devient le protagoniste de la culture picturale bergamasque peignant : Suzanne et les Vieillards, aujourd’hui au musée des Offices, date de 1517 et  Les Adieux du Christ à sa mère de Berlin, de 1521. Dans cette œuvre, il ouvre encore largement l’architecture sur un jardin lumineux. Les figures monumentales y rappellent, par leur pathétique expressif et populaire, les statues de Gaudenzio Ferrari au Mont Sacré de Varallo.

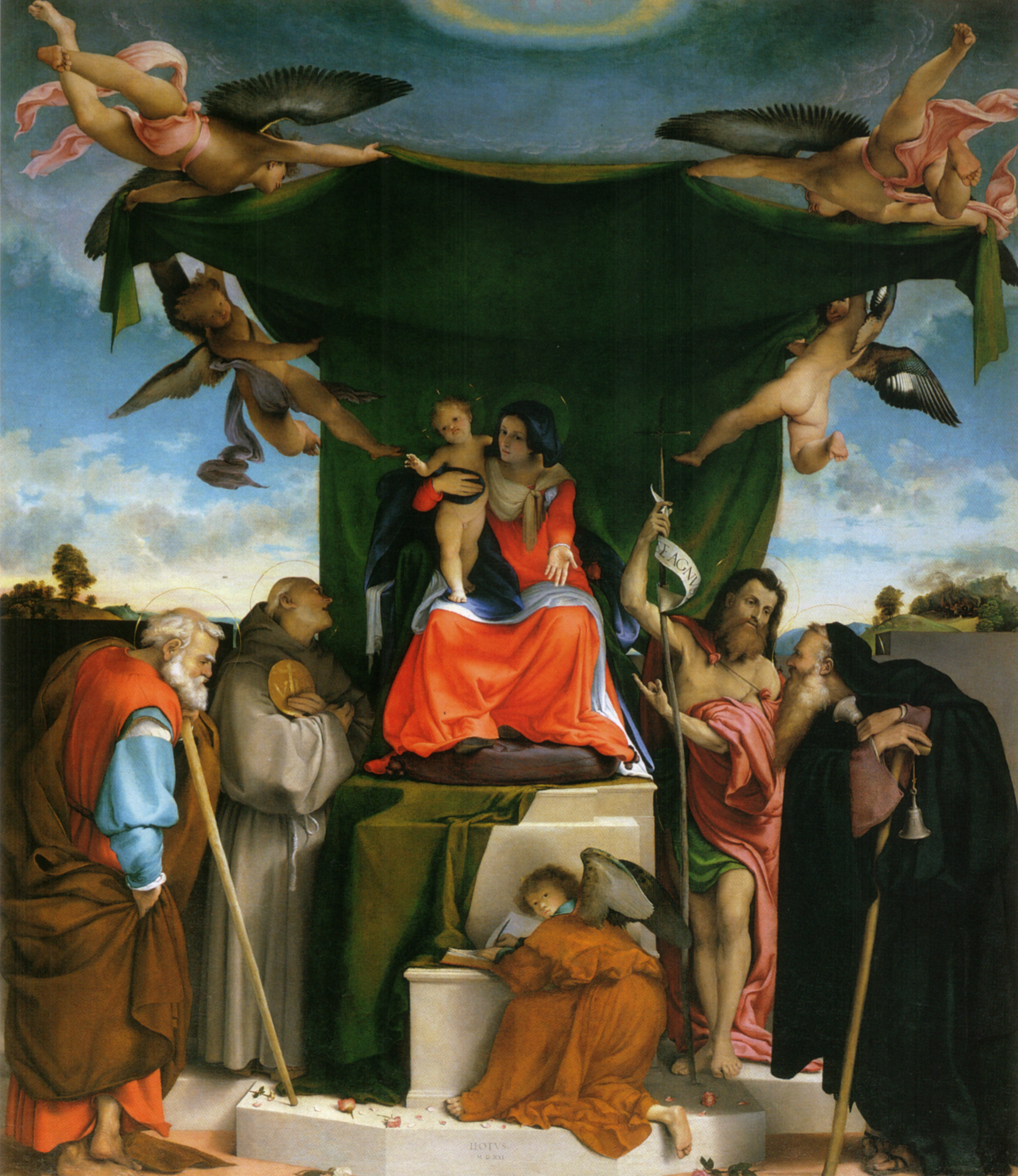
Retable de San Bernardino in Pignolo, 1521, Bergame.
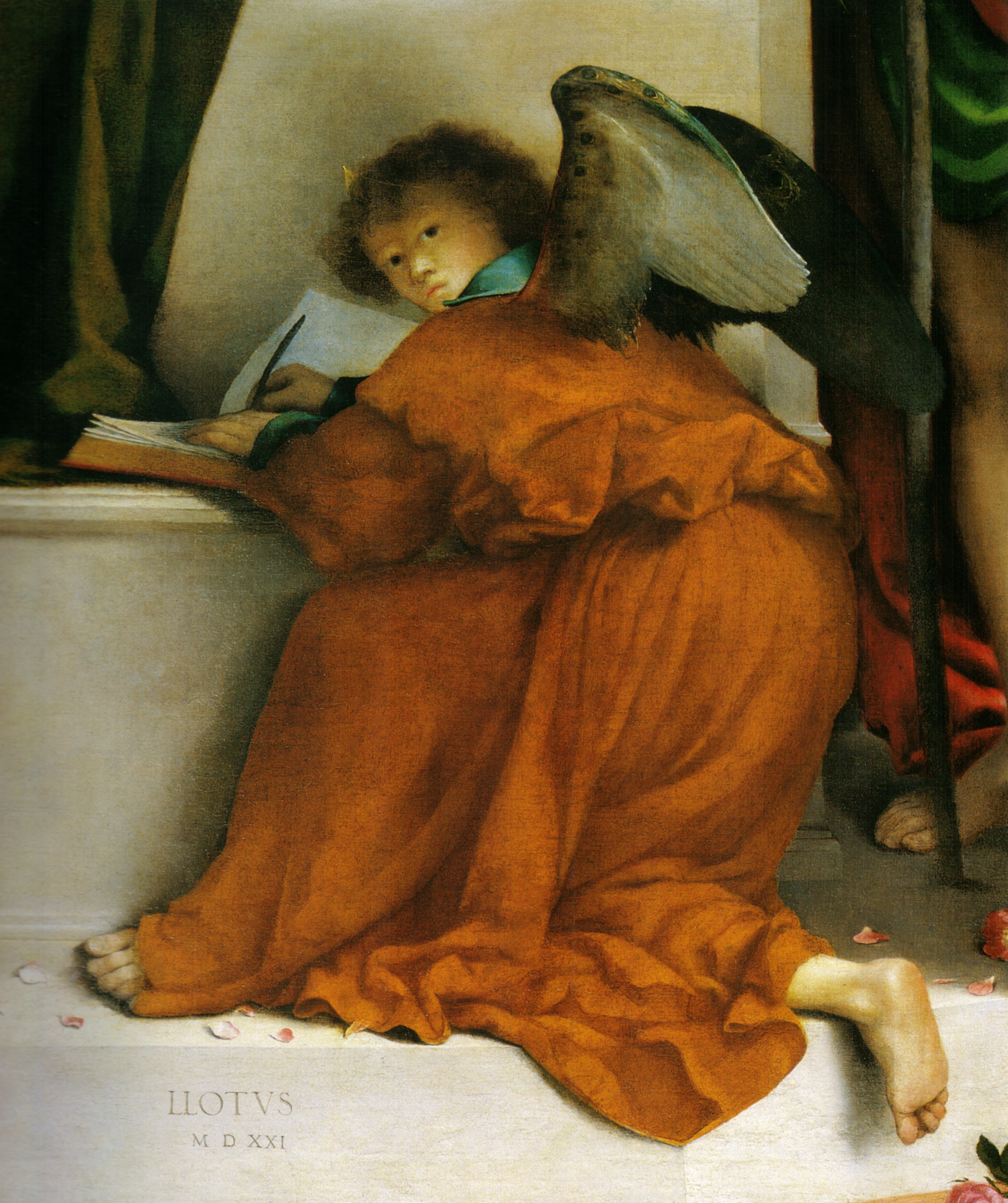
Retable de San Bernardino in Pignolo, détail de l'ange écrivant.

Il se libéra, en revanche, de l’apparat architectonique dans le Retable de San Bernardino in Pignolo, de 1521, disposant la scène en pleine campagne. La Vierge et l’Enfant, à l’ombre d’un dais tendu par quatre anges, peints en fort raccourci, sont entourés des saints Joseph, Bernardin, Jean-Baptiste et Antoine le Grand.

« Sous le léger voile […] la sacra conversazione perd toute ritualité, devenant aimable et familière : par un geste démonstratif, de presque roturière, la Vierge semble déclarer (et dicter à l’ange au premier plan) que la source de toute vérité se trouve dans le Christ enfant bénissant. »

— Argan
Le regard pénétrant que l’ange aux pieds du trône adresse au spectateur veut établir un lien, l’impliquant dans une conversation à laquelle tous peuvent et doivent participer.
La Pala di Santo Spirito (it), du nom de l’église bergamasque où elle est exposée, est contemporaine et de composition analogue, même si la représentation en est moins populaire ; dans le saint Jean-Baptiste enfant on peut voir une référence à Léonard tandis que les anges couronnant la Madone s’inspirent du Corrège.

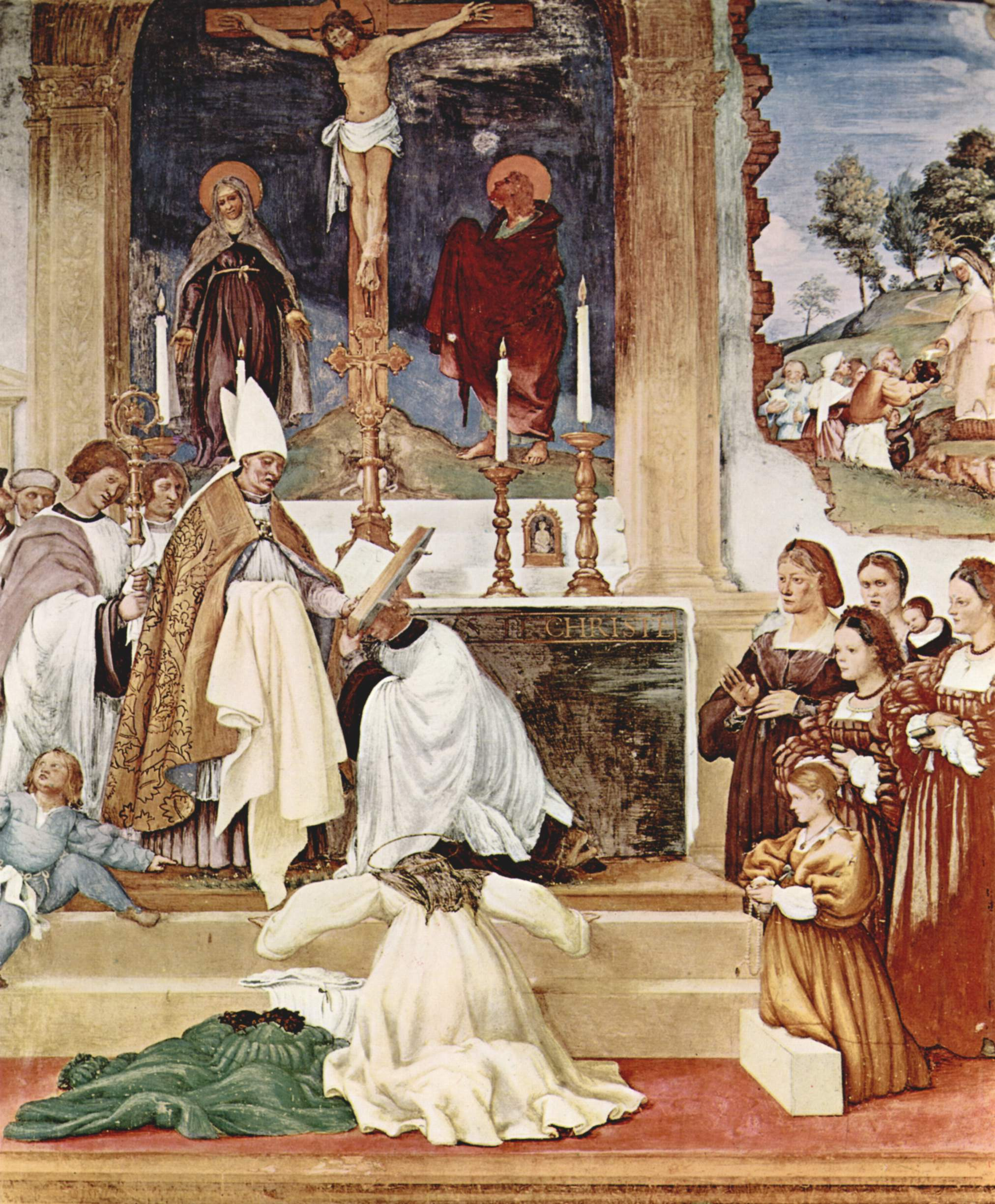
Brigitte prend l'habit monastique, 1524, Trescore Balneare, chapelle Suardi.

En 1524, Lotto reçoit de Giovan Battista Suardi et son cousin Maffeo, membres d’une famille aristocratique de Bergame, la tâche de décorer l’oratoire privé annexé à leur villa de Trescore Balneario.
La décoration, exécutée au cours de l’été 1524, comprenait le plafond, peint à fresque avec une pergola en trompe-l'œil où s’ébattent des putti, le mur ouest avec Les Histoires de sainte Catherine et de sainte Madeleine et les deux murs latéraux avec, d’un côté, L'Histoire de sainte Brigitte et de l’autre, L'Histoire de sainte Barbe ; le programme iconographique célèbre la victoire du Christ sur le Mal, annoncée par les prophètes et les sibylles, et confirmée par la vie des saints.
La représentation de l’histoire de  sainte Brigitte  est interrompue par deux fenêtres sur les murs de l’oratoire ; Lotto est alors contraint de réaliser trois scènes distinctes, chacune contenant divers épisodes de la vie de la sainte, reliés par un faux mur sur lequel figurent des tondi où prophètes et sibylles se font face. Dans La Prise d’habit de sainte Brigitte, où l’on voit la famille du commanditaire, la scène principale se déroule devant une abside ; une nature morte d’objets sacrés est peinte sur l’autel, peut-être en souvenir de la Messe de Bolsene de Raphaël. Les ruines à droite de l’église ouvrent la perspective sur une veduta dans laquelle s’inscrit L'Offrande de sainte Brigitte.
Derrière la grande figure du Christ - Vigne, sont racontées les Histoires de sainte Barbe. Le Christ y tend ses doigts prolongés en sarments que des hérétiques, grimpés sur des échelles et munis de serpettes, tentent de couper. Enfermés dans des médaillons, des saints tentent de les repousser ; au second plan, sur fond d’édifices et de perspectives paysagères sont disposées des figures plus petites, s’illustrant dans une série de brillants épisodes, conclus par une scène de marché ; Lotto créa ici une histoire sans héros, anecdotique, et comme telle, proche des représentations du nord de l’Europe. Cette démarche antirhétorique et donc anticlassique, est accusée par les accords inhabituels de teintes (le jaune avec le violet, le rose avec le vert, le blanc avec le brun).

### L’hostilité vénitienne

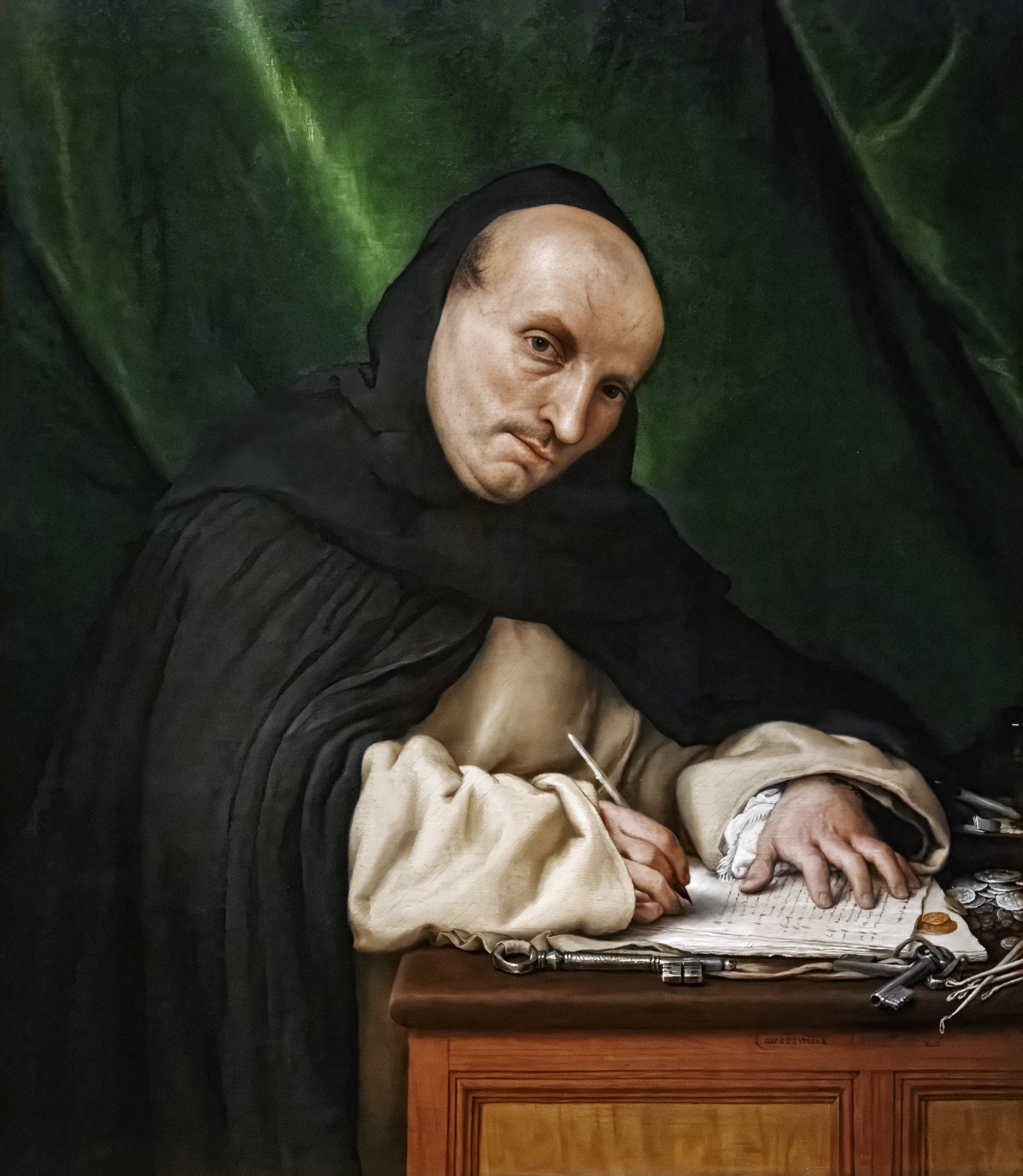
Portrait du frère dominicain Marcantonio Luciani (1526) Musei Civici - Santa Caterina Trévise

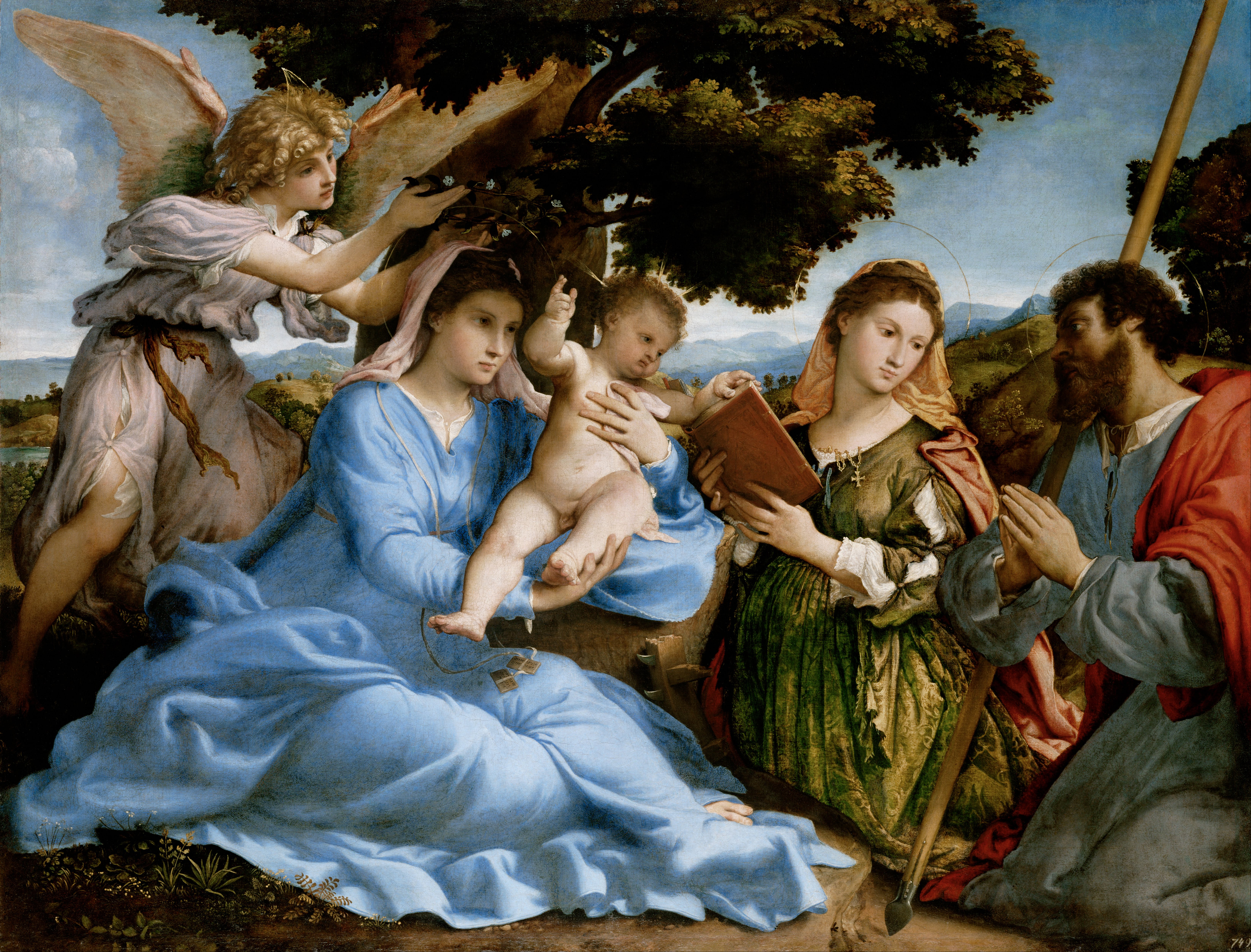
Conversation sacrée.

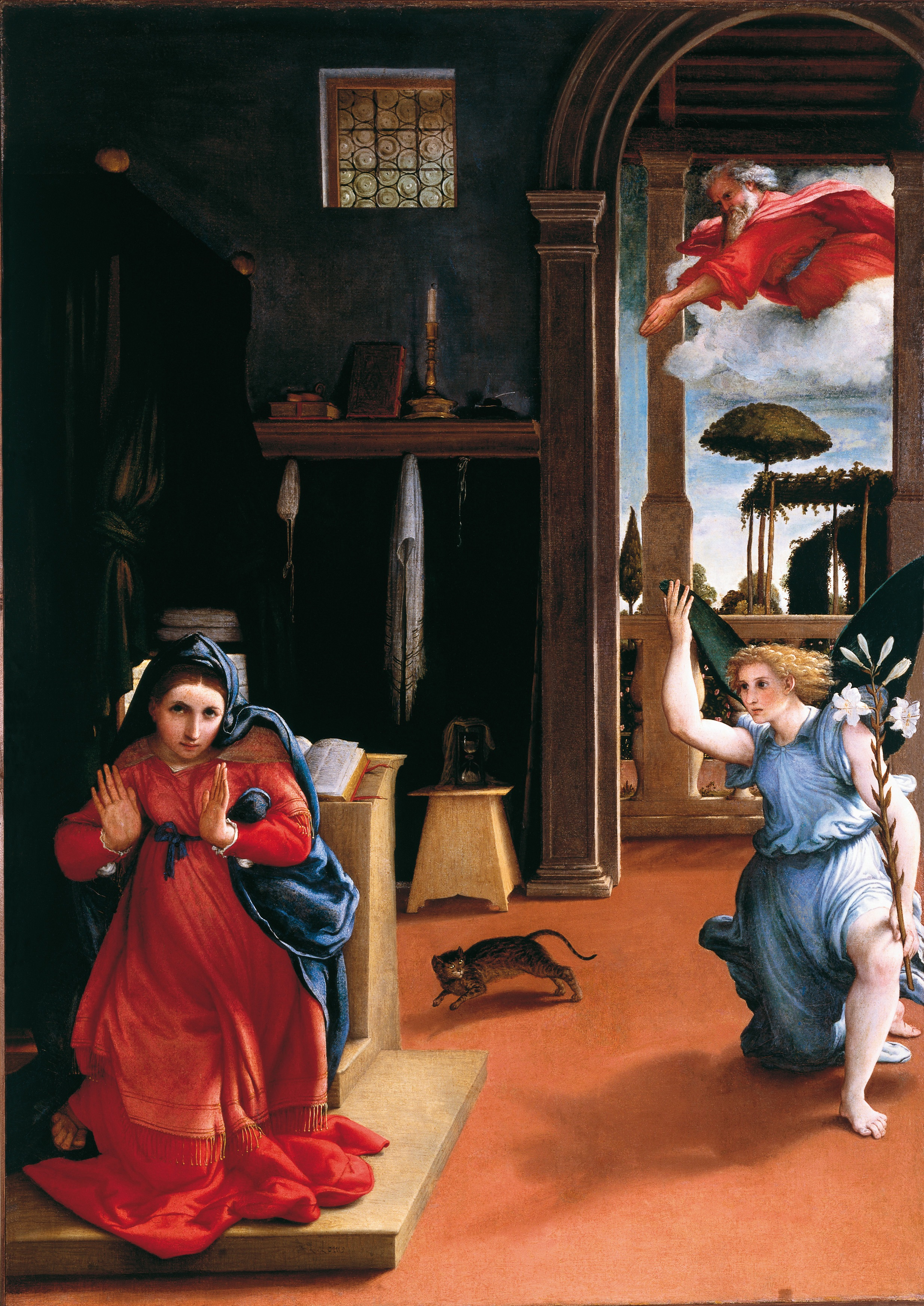
Annonciation de Recanati (1528), Museo Civico Villa Coloredo Mels.

Vierge à l’Enfant et deux donateurs (1525-1530), J. Paul Getty Museum.

En 1525, Lotto retourne à Venise, mais conserve des commandes à Bergame et dans les Marches.
Dans l'Annonciation de Recanati peinte pour l’église Santa Maria dei Mercanti, aujourd’hui au musée Villa Coloredo Mels, Lotto renverse l’interprétation du thème proposée par Le Titien dans l’Annonciation de Trévise : 

« la Vierge du Titien est une reine en prière qui se tourne noblement pour recevoir en son palais le messager divin. La Vierge de Lotto est une brave fille ; le messager la surprend pendant qu’elle prie dans sa chambre ; elle n’ose même pas tourner la tête ; son geste, presque de défense, est celui de qui se sent touché au cœur par un appel soudain. 
Le miracle est si concret que le chat l’aperçoit et s’échappe. Pour rendre ce miracle palpable, le Père éternel est mis en scène donnant l’ordre à l’ange d’entrer. Le messager divin surgit au beau milieu d’un flot de lumière dont on ne sait si elle est naturelle ou céleste. Nous avons déjà vu quelque chose de similaire dans le Songe de sainte Ursule de Carpaccio. C’est tout le sens de cet intérieur dont la pénombre s’oppose au jardin lumineux. Les formes régulières de ses arbres, de même que, dans la pièce, le grossier tabouret, l'essuie-main suspendu, le chandelier sur l’étagère, la console éclairée par le rais de lumière tombant du fenestron tout confère des accents quattrocentistes à l’œuvre. »

— Argan
Le Saint Nicolas en Gloire, de 1529, premier retable peint à Venise, pour l’église du Carmel, est considéré par Ludovico Dolce, le biographe de Titien, comme étant de « médiocre coloris ». Lui échappait alors la nouveauté du paysage, un nocturne très moderne, vu en contre-plongée.
De Bergame lui vint la commande de dessins pour la décoration a intarsio des stalles du chœur de l’église Sainte-Marie Majeure, marqueteries exécutées par Giovan Battista Capoferri ; Lotto fournit une cinquantaine de cartons pour le transept et les stalles du chœur, où il représente des épisodes de l’histoire biblique avec efficacité et sens de la synthèse. Fortement suggestifs, les panneaux destinés à protéger les marqueteries du chœur témoignent de l’intrication de la religion et de la culture alchimique, procédé typique du Cinquecento. Les « imprese hiéroglyphiques » que Lorenzo dessina sur les conseils des érudits bergamasques du Consortium de la Miséricorde, dévoilent les correspondances latentes entre les différents épisodes bibliques et la vérité ésotérique, tirée du savoir alchimique.
Dans la grandiose Crucifixion de Monte San Giusto, peinte en 1531, il réaffirme sa conception de la représentation populaire du fait religieux, qu’il dramatise jusqu’à anticiper Le Caravage ; en 1532, il envoie à la confraternité de Santa Lucia de Jesi la Sainte Lucie devant le juge, exemple de colorisme brillant et de composition animée, où une lumière changeante s’attarde sur les détails d’une manche gonflée, d’un chapeau traînant sur le sol, de la baguette impuissante du juge, et sur les diverses expressions des personnages.
Entre 1534 et 1539, Lotto est à nouveau dans les Marches : il y invente, pour les dominicains de Cingoli, une très complexe et joyeuse Madone du Rosaire. Derrière la Vierge, enfermés dans quinze tondi, il représente les Mystères du Rosaire. À ses pieds, il peint deux angelots répandant des pétales de roses accompagnés du petit saint Jean.
De retour à Venise, au faîte de la gloire maniériste du Titien, il réalise en 1542 pour l’église de Saint-Jean-et-Saint-Paul un Saint Antoine faisant l’aumône :

« Le renvoi à Carpaccio est évident [...] À l’emphase bouleversante des gloires titianesques, Lotto, par son horreur de la rhétorique, oppose l’image ostensiblement bourgeoise d’une bureaucratie des grâces. Le saint y lie scrupuleusement les suppliques rassemblées par un acolyte, tout en écoutant les anges  lui parler à l’oreille et en donnant ses instructions à celui préposé à la cassette. 
Foi et Providence, donc, ne sont pas des entités transcendantes mais des faits de ce monde, l’expression d’une réalité sociale : ce qui […] est une pensée d’une modernité que Titien, pourtant dernier des grands humanistes, n’a jamais conçue. C’est une modernité qui se traduit par la surprenante nouveauté picturale des pauvres entassés au premier plan […] dans une zone qui appartient pour une part au tableau et pour l’autre au spectateur, ainsi mêlé à cette masse de dévots implorants. Pour la première fois, à l’inverse du chœur qui commente l’action, nous avons une foule qui y participe. »

— Argan

### Les dernières années

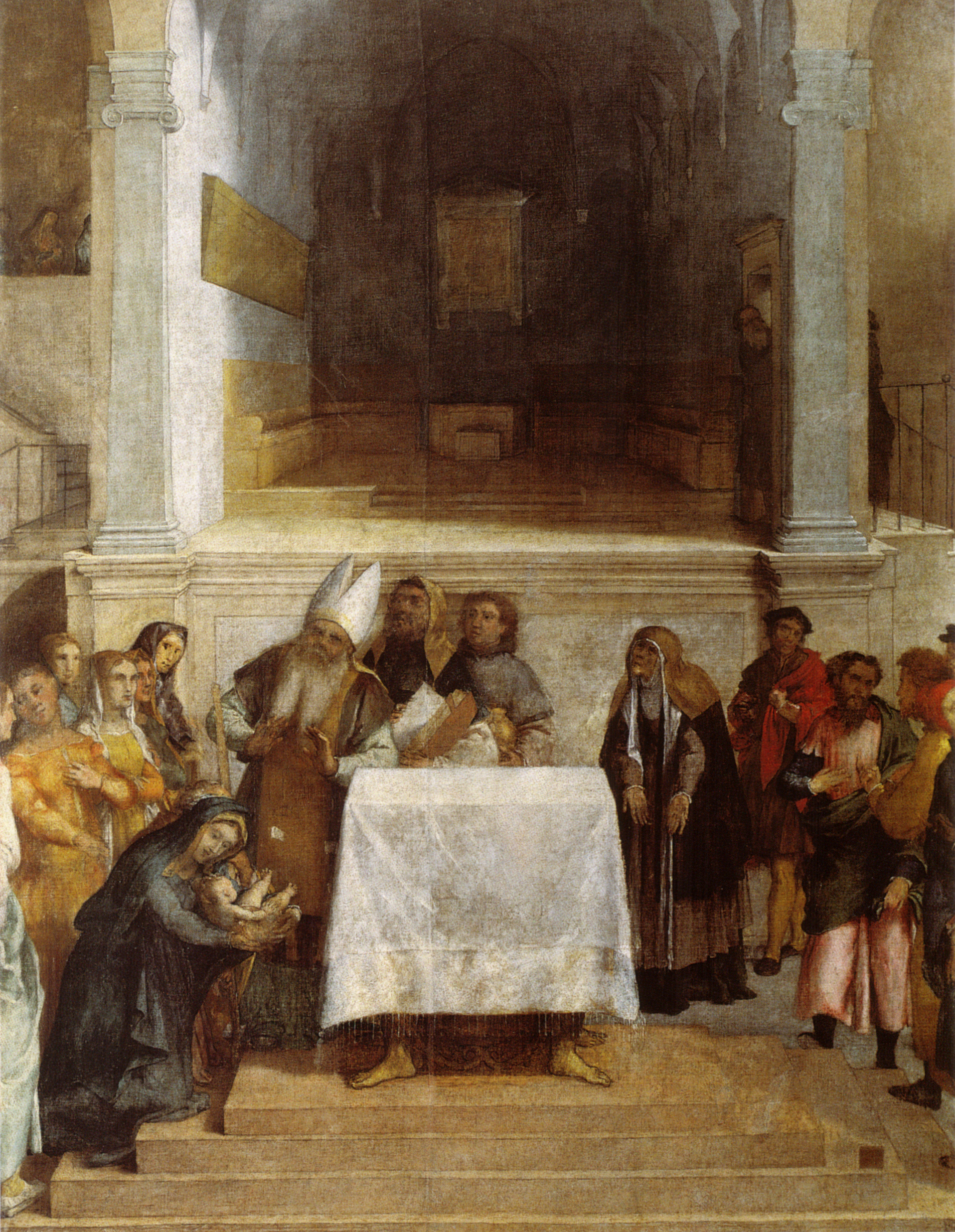
Présentation au Temple, 1555, palais apostolique de Lorette.

Le dernier retable peint à Venise est la Madone et les saints de l’église San Giacomo dell’Orio, de 1546, année où il rédigea son testament : 

« Si, dans ce testament je ne fais pas mention de parents de sang, c’est parce que ces rares personnes sont déjà à l’aise et n’ont pas besoin du peu de bien dont je dispose ; ils m’excuseront donc. »

En 1548, Pierre l'Arétin lui envoie une lettre, teintée de son habituelle ironie, dans laquelle il vante la supériorité du Titien : 

« (…) être dépassé dans le métier de peindre ne peut se comparer au fait de ne point trouver son égal en matière de dévotion. Ainsi, le ciel vous récompensera d’une gloire qui dépasse la louange de ce monde. »

Des soupçons de luthéranisme pèsent alors sur lui.
Après avoir vendu ses quelques biens, il retourne définitivement en 1549 dans la région des Marches.
En 1550, il peint à Ancône, pour l’église Saint-François, une Assomption ; pour gagner un peu d’argent, il organise une loterie dont les prix sont ses peintures et dessins invendus.

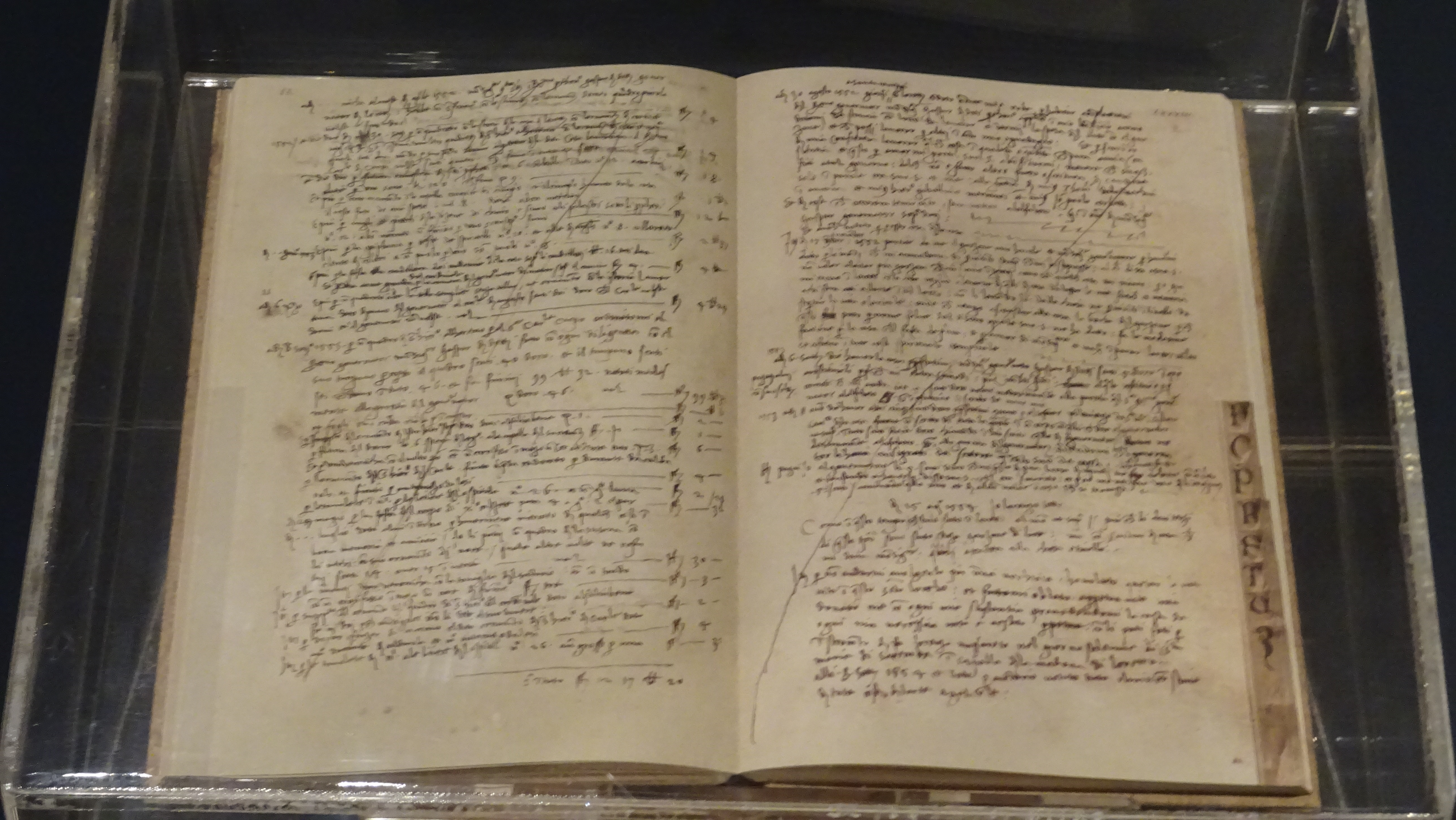
Livre des diverses dépenses de Lorenzo Lotto (novembre 1538 à sa mort) - Musée du Palais apostolique de Lorette

En 1552, il entre à la Santa Casa de Lorette, où il est fait oblat, deux ans plus tard, oublié au point que personne ne prend la peine de noter la date de sa mort.
Il y laisse un livre de compte détaillé, commencé en 1538, qui permet d'identifier ses dernières œuvres, nous apprend sur la vie d'un peintre provincial du XVIe siècle et donne des indications sur sa personnalité complexe et inquiète.
La Présentation au Temple, du Palais apostolique de Lorette, peinte d’une main tremblante, comme toujours sans aucune rhétorique mais riche d’une pénétrante émotion, est sa dernière toile : en haut à droite, pointe la figure d’un vieillard à longue barbe blanche, dans laquelle on a voulu voir le dernier salut du peintre.

« Les dernières années de sa vie lui procurèrent bonheur et tranquillité d’âme, et qui plus est, lui apportèrent la vie éternelle. Ce qui ne lui serait peut-être pas arrivé s’il avait été impliqué autrement dans les choses de ce monde, lesquelles trop pesantes à qui place en elles sa fin dernière, ne laissent jamais l’esprit s’élever vers les biens véritables de l’autre vie, que sont la béatitude et la félicité. »

— Giorgio Vasari, Les Vies des meilleurs peintres, sculpteurs et architectes, édition de 1568.

## Le portraitiste

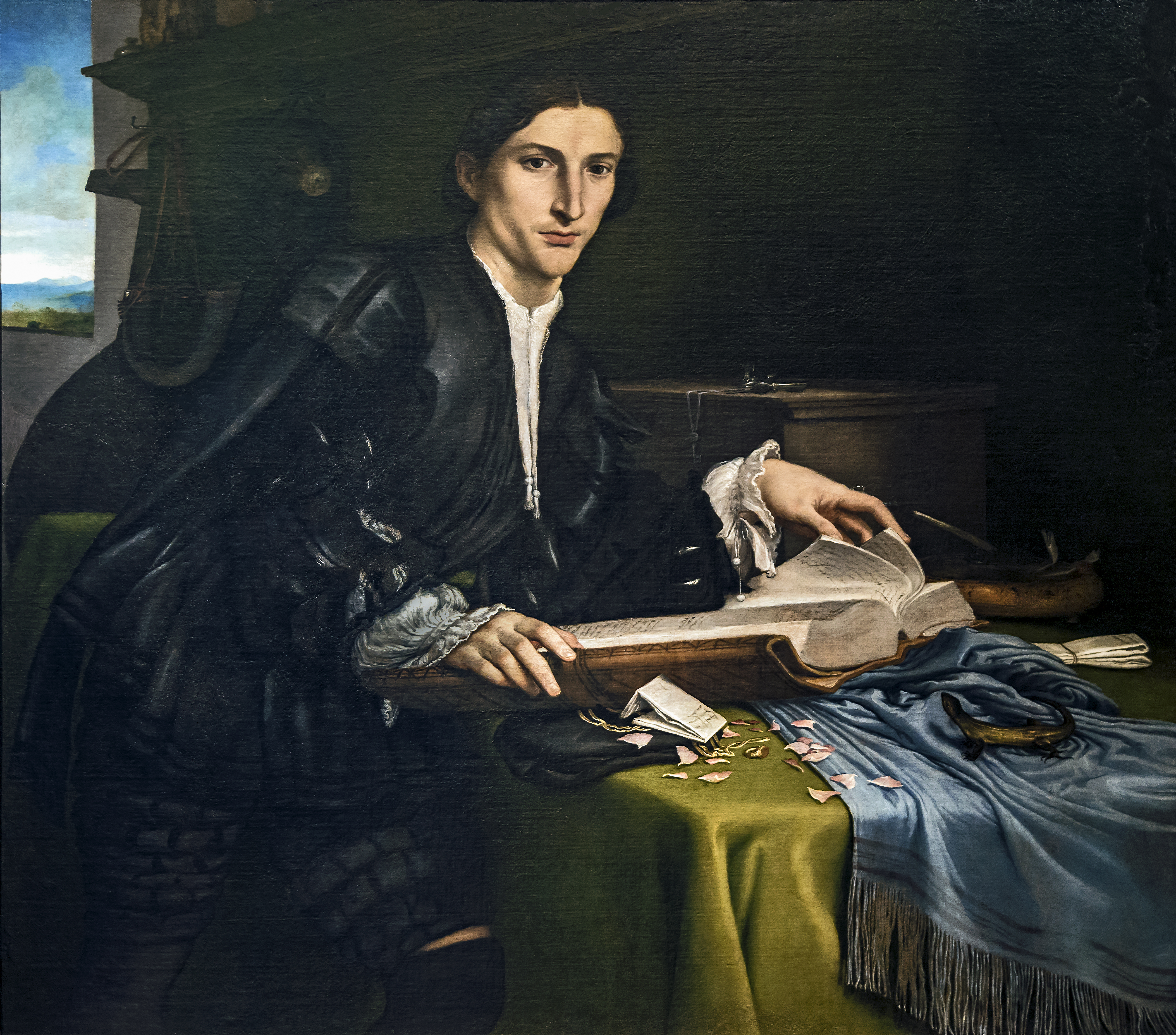
Le Jeune Malade, 1527, Venise, Galerie de l'Académie.

Lorenzo Lotto fut un très grand portraitiste parce qu’il considérait chaque individu non comme le protagoniste d’une histoire, mais comme une personne quelconque, une parmi tant d’autres, avec laquelle on parle et on se comprend. À l'opposé de ceux du Titien, les portraits de Lotto sont les premiers psychologiques : ce ne sont évidemment pas des portraits d’empereurs ou de papes, mais des gens de la petite noblesse ou de la bonne bourgeoisie. Dans le nombre, figurent aussi ceux d’artistes, d’hommes de lettres ou d’ecclésiastiques.
Sa grande découverte, qui fait la modernité de Lotto, est précisément celle du portrait comme dialogue, échange de confidence et de sympathie, entre un « soi » et un « autre ». Ils sont des témoignages authentiques et crédibles, même si la description physionomique n’est pas plus minutieuse que dans les portraits du Titien. Car, plutôt que de fixer le personnage tel qu’il est objectivement, Lotto préfère le montrer à l’instant où il se qualifie, où il s’adresse à un autre, et se prépare à un rapport humain sincère. Il ne dit pas : « admire-moi, je suis le roi, le pape, le doge, je suis le centre du monde » ; il dit plutôt : « voilà comment je suis fait à l’intérieur, voilà quels sont les raisons de ma mélancolie ou les fondements de ma foi, voilà quelles sont mes sympathies ».
Dans le portrait-dialogue, l’attitude du peintre est celle d’un confesseur, d’un interlocuteur qui pose les questions et interprète les réponses. […] La beauté qui irradie, comme une lumière intérieure, de ses personnages n’est pas une beauté naturelle, ni même une beauté spirituelle ou morale, mais simplement la beauté intérieure trahie, plus que révélée, par un regard, un sourire, la pâleur transparente d’un visage ou la molle attitude d’une main » (Argan).
Ses portraits montrent tous son respect de la nature, ses dons innés de dessinateur et une personnalité artistique remarquable. Il parvient toujours à une silhouette hardie, à un placement imposant du modèle dans la toile, au choix d'un geste parlant ou d'une nature morte évocatrice. La palette est superbe : ses bleu ardoise, ses rouges rutilants, ses vert olive et ses riches contrastes d'ombre et de lumière donnent vie et mouvement à ses portraits aussi animés et magistraux que ceux de Titien, mais très différents.

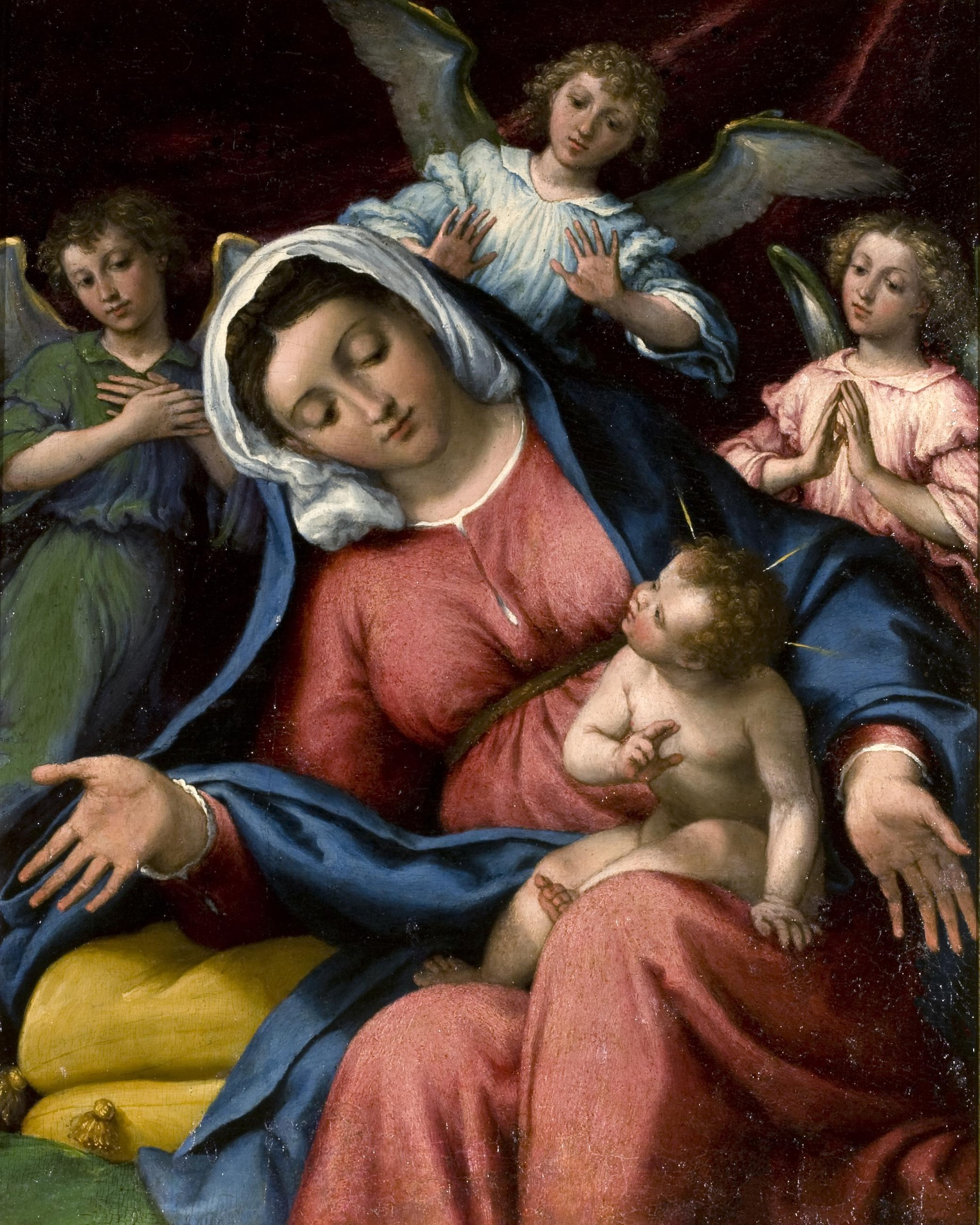
Madonna delle Grazie, 1542, Musée de l'Ermitage

## Style
Dans ses premières œuvres, son style est proche de celui de Bellini. En 1512, dans sa Mise au tombeau peinte pour une confrérie de Jesi, l'influence de la Mise au Tombeau de Raphaël est évidente, ainsi que l'effet dramatique dérivant des Lamentations padouanes de Donatello. Au cours des dix années suivantes, il s'inspire plus encore de l'art du centre de l'Italie, de Raphaël et de Fra Bartolomeo, puis au milieu des années 1520, du Corrège et des maniéristes florentins comme le Pontormo. Sa palette prend une émotion et un éclat stupéfiants : roses et rouges violents, jaunes froids, vert olive pesants. La palette de ses dernières œuvres évoque la peinture allemande (Albrecht Altdorfer, Matthias Grünewald), mais on ignore comment il peut connaître ses tableaux. Il en vit peut-être à Venise où il revenait souvent entre ses nombreuses commandes en province : les marchands d'Europe du Nord installés dans la ville avaient importé des peintures allemandes. Dans ses toutes dernières œuvres apparait une émotion très intense. Les formes de la Pietà de 1545 (Brera) sont du XVIe siècle, mais la composition fait presque du tableau une remise à jour des dernières Pietà de Botticelli comme celle du Musée Poldi Pezzolo à Milan. Nombre de ses retables sont affectés et tourmentés.

## Fortune critique
« On peut dire des yeux de la Vierge dans L'Annonciation de Recanati, qu’ils sont les plus émouvants de la peinture. Écarquillés, avec des pupilles grandes comme de sombres lacs plongés dans l’obscurité ; lacs du cœur, où l’âme se dévoile et s’effarouche, tremblant de se confesser, presque troublée par trop d’innocence […]. Chef-d’œuvre de l’anxiété et de la tristesse, des sentiments inévitables chez Lotto. »

— Arcangeli

« La parabole humaine et artistique de Lorenzo Lotto comprend l’éventail entier de la première moitié du Cinquecento. Le peintre vénitien le traversa avec une telle intensité existentielle et inventive qu’il devint l’un des plus fascinants et profonds témoins de son temps […] un protagoniste de l’art de deux capitales à leur apogée, Venise et Rome. Mais, dans les deux cas, il ne réussit pas à s’intégrer à la vie culturelle, souffrant, jeune homme, d’insupportables tensions et endurant, vieillard, de mortifiantes humiliations. Ainsi, seule la province lui donna sa vraie mesure : les Marches trévisanes à ses débuts, les préalpes bergamasques dans la  phase intermédiaire et peut-être la plus heureuse de sa vie, le littoral et les collines des Marches à plusieurs reprises, jusqu’à l’ultime refuge, les cellules du sanctuaire de Lorette. 

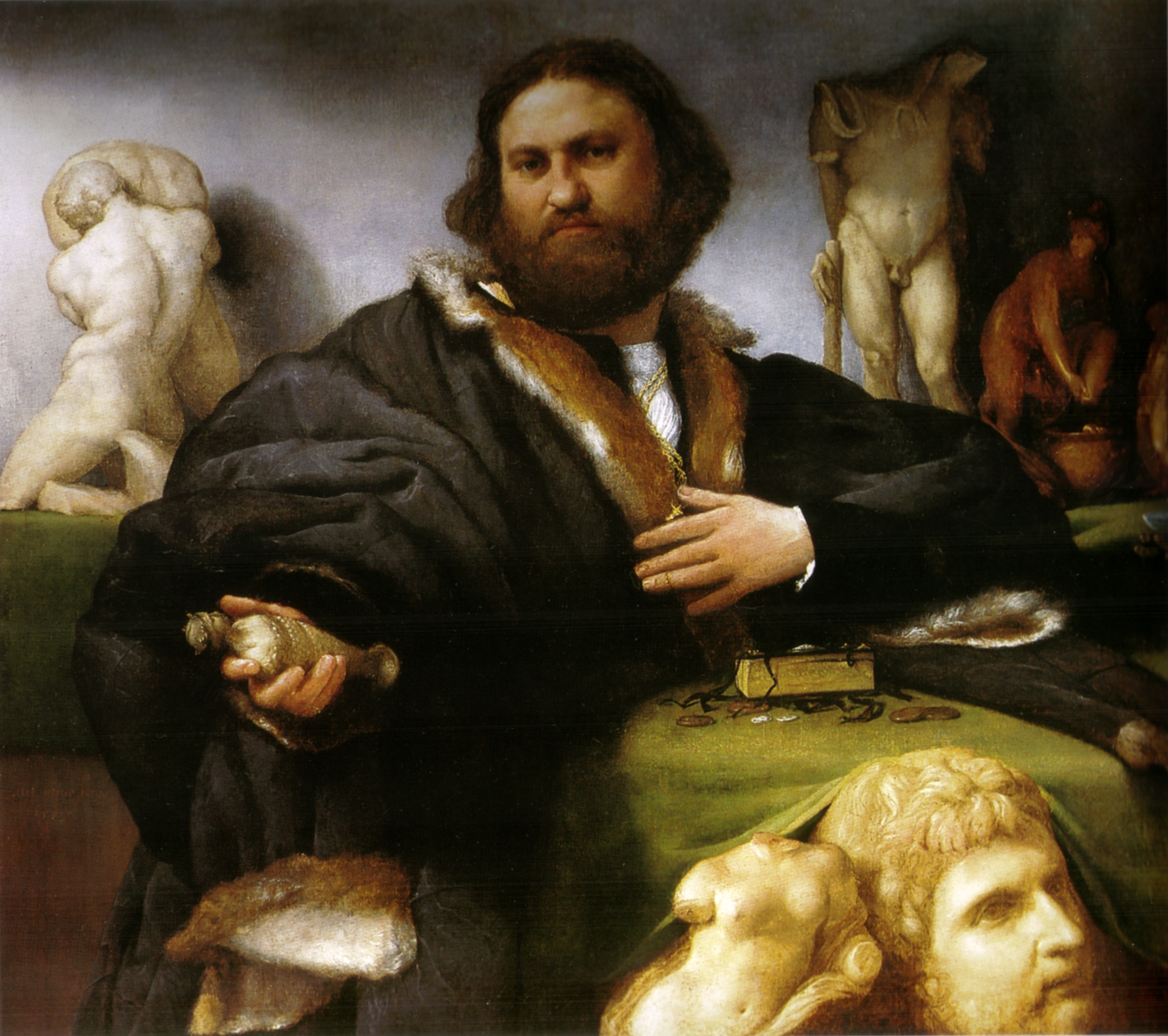
Portrait d’Andrea Odoni, 1527Buckingham Palace, Collections royales.

Imprévisible, autonome, parfois même ironique, Lotto élabora une expression figurative indépendante, difficilement rattachable à un courant, mais pourtant liée directement à une longue série de rencontres. Peu d’autres maîtres du Cinquecento ont eu une aussi vaste connaissance de l’art de leur époque : Lotto a su les exploiter, en retirant des idées toujours importantes mais jamais décisives. Ainsi, les références aux autres artistes s’accumulent : Giovanni Bellini, Alvise Vivarini, Giorgione, Dürer, Raphaël, Léonard de Vinci, Le Corrège, Moretto, Gaudenzio Ferrari, Titien, Giovanni Gerolamo Savoldo…
[…] Le chemin parcouru à Bergame est peut-être le plus riche d’idées et de solutions […] il ne fait aucun doute que l’arrivée en Lombardie signifie un contact direct avec l’art de Léonard et de ses suiveurs, mais une nette influence n’est reconnaissable que dans un nombre restreint d’œuvres […]. Avec le groupe des bressans, Moretto, Il Romanino, Giovanni Gerolamo Savoldo, il partage l’appartenance à une aire vénéto-lombarde, et des commanditaires aux exigences similaires; avec Gaudenzio Ferrari, un sens de la poésie  populaire mais jamais banal, avec Le Pordenone, une imagination audacieuse et une certaine monumentalité. Il est intéressant d’envisager, même s’il reste invérifiable, le contact avec l’art allemand et en particulier celui d’Hans Holbein. Le mystérieux jeu de références réciproques avec Le Corrège laisse la porte ouverte à toutes les hypothèses […].
À Venise, il se heurte à un environnement dominé par Le Titien, trop éloigné de son art. En l’espace de vingt ans, il recevra seulement trois commandes, victime d’un ostracisme qui dura jusqu’au XXe siècle. Ce n’est en fait qu’en 1895, grâce à Bernard Berenson, que les critiques ont redécouvert le maître, jadis considéré comme un contre-exemple […]. La redécouverte de Lotto est une des conquêtes majeures du Novecento : ses compositions religieuses et, surtout, ses portraits, sont aujourd’hui considérés par les spécialistes et le public comme faisant partie des peintures les plus émouvantes du Cinquecento. »

— Zuffi

## Œuvres
Le classement des œuvres ci-dessous est un peu approximatif car les datations ne sont pas toujours certaines. De même sont parfois remises en cause les attributions de certains portraits. Si la liste des œuvres n'est pas exhaustive, cette liste cherche néanmoins à donner une vue d'ensemble de la production picturale de Lorenzo Lotto sur plus de cinquante ans d'activité.
| n° | œuvre | titre de l'œuvre                                                                                | date probable | âge    | technique         | dimensions | lieu de conservation                                       | Ville/pays        |
| -- | ----- | ----------------------------------------------------------------------------------------------- | ------------- | ------ | ----------------- | ---------- | ---------------------------------------------------------- | ----------------- |
| 1  |       | Vierge à l'Enfant avec saint Pierre martyr,                                                     | 1503          | 23 ans | huile sur bois    | 87x55cm    | Musée Capodimonte                                          | Naples/Italie     |
| 2  |       | Portrait de l'évêque Bernardo de' Rossi                                                         | 1505          | 25 ans | huile sur bois    | 54x41cm    | Musée de Capodimonte                                       | Naples/Italie     |
| 3  |       | Allégorie du Vice et de la Vertu                                                                | 1505          |        | huile sur bois    | 56x42cm    | National Gallery of Art                                    | Washington/USA    |
| 4  |       | Allégorie de la Chasteté                                                                        | 1505          |        | huile sur bois    | 43x33cm    | National Gallery of Art                                    | Washington/USA    |
| 5  |       | Madone entre les saints Pierre, Christine et Jérôme (Conversation sacrée)                       | 1505          |        | huile sur bois    | 177x162cm  | Église de sainte Christine al Tiverone                     | Trévise/Italie    |
| 6  |       | Portrait de Jeune Homme avec couvre-chef                                                        | 1505          |        | huile sur bois    | 34x27cm    | Académie Carrara                                           | Bergame/Italie    |
| 7  |       | Portrait de femme                                                                               | 1505          |        | huile sur bois    | 36x28cm    | Musée des Beaux-Arts de Dijon                              | Dijon/France      |
| 8  |       | Portrait de Jeune Homme                                                                         | 1506          | 26 ans | huile sur bois    | 29x23cm    | Galerie des Offices                                        | Florence/Italie   |
| 9  |       | Vierge à l'Enfant avec des Saints                                                               | 1506 env.     |        | huile sur toile   | 80x102cm   | Galerie nationale d'Écosse                                 | Edimbourg/Ecosse  |
| 10 |       | Retable de l'Assomption                                                                         | 1506          |        | huile sur bois    | 175x162cm  | Dôme                                                       | Asolo/Italie      |
| 11 |       | Portrait de jeune homme à la lampe                                                              | 1506          |        | huile sur bois    | 42x53cm    | Musée d'Histoire de l'art de Vienne                        | Vienne/Autriche   |
| 12 |       | Saint Jérôme pénitent                                                                           | 1506          |        | huile sur bois    | 48x40cm    | Louvre                                                     | Paris/France      |
| 13 |       | Mariage mystique de sainte Catherine                                                            | 1508          | 28 ans | huile sur bois    | 71x91cm    | Alte Pinakothek                                            | Munich/Allemagne  |
| 14 |       | Vierge à l'Enfant avec saint Ignace d'Antioche et saint Onophrius                               | 1508          |        | huile sur bois    | 51x65cm    | Galerie Borghèse                                           | Rome/Italie       |
| 15 |       | Mariage mystique de sainte Catherine                                                            | 1508          |        | huile sur bois    | 42x48cm    | Museum of Fine Arts                                        | Boston/USA        |
| 16 |       | Polyptyque de Recanati (démembré au XVIIIe siècle puis reconstitué en 1914)                     | 1508          |        | huile sur bois    | 307x242cm  | Museo Civico Villa Colloredo Mels                          | Recanati/Italie   |
| 17 |       | Adoration de l'Enfant avec saint François, saint Jea-Baptiste, saint Jérôme et sainte Catherine | 1508          |        | huile sur panneau | 40x29cm    | Muzeum Narodowe                                            | Cracovie/Pologne  |
| 18 |       | Saint Joseph et les Prétendants de Marie                                                        | env.1508      |        | huile sur bois    | 46x34cm    | Thyssen Bornemisza Coll. Musée national d’art de Catalogne | Barcelone/Espagne |
| 19 |       | Vénus à la Toilette                                                                             | ?             |        | ?                 | ?          | Coll.privée                                                | Bergame/Italie    |

| n° | œuvre | titre de l'œuvre | date probable      | âge    | technique          | dimension         | Lieu de conservation                                                                                        | Ville                        |
| -- | ----- | --- | ------------------ | ------ | ------------------ | ----------------- | --- | ---------------------------- |
| 20 |       | Déposition de la Croix | 1512               | 32 ans | huile sur bois     | 298x197cm         | Palazzo Pianetti                                                                                            | Jesi/Italie                  |
| 21 |       | Transfiguration | 1512               |        | huile sur bois     | 300x203cm         | Museo Civico Villa Colloredo Mels                                                                           | Recanati/Italie              |
| 22 |       | Saint Jacques Pèlerin. | 1512               |        | huile sur bois     | très petit format | Museo Civico Villa Colloredo Mels                                                                           | Recanati/Italie              |
| 23 |       | Le Christ conduit les apôtres sur le mont Tabor                                                                                                 | 1512               |        | huile sur bois     | 26,5x57,5cm       | Musée de l'Ermitage                                                                                         | Saint-Pétersbourg/Russie     |
| 24 |       | Judith avec la tête d'Holopherne | 1512               |        | huile sur bois     | 20x15cm           | Banque nationale du Travail                                                                                 | Rome/Italie                  |
| 25 |       | Saint Vincent Ferrier en Gloire | 1513-1515          |        | ?                  | ?                 | Jadis dans l'Église San Domenico de Recanati puis supposée dans le Musée civique de la Ville Colloredo Mels | Recanati/Italie              |
| 26 |       | Mise au tombeau | 1513-1516          |        | huile sur bois     | 50x96cm           | Académie Carrara                                                                                            | Bergame/Italie               |
| 27 |       | Lapidation de Saint-Étienne | 1513-1516          |        | huile sur bois     | 51x97cm           | Académie Carrara                                                                                            | Bergame                      |
| 28 |       | saint Dominique de Guzman ressuscite Napoléon Orsini,                                                                                           | 1513-1516          |        | huile sur bois     | 51x97cm           | Académie Carrara                                                                                            | Bergame/Italie               |
| 29 |       | Saint Jérôme Pénitent | 1515               | 35 ans | huile sur toile    | 39x32cm           | Art Museum d'Allentown                                                                                      | Allentown (Pennsylvanie) USA |
| 30 |       | Le Médecin Giovanni Agostino della Torre et son fils Niccolo                                                                                    | 1515               |        | huile sur toile    | 84x68cm           | National Gallery                                                                                            | Londres / Angleterre         |
| 31 |       | Retable de san Bartolomeo dit retable Colleoni Martinengo                                                                                       | 1516               | 36 ans | huile sur bois     | 520x250cm         | Église san Bartolomeo                                                                                       | Bergame/Italie               |
| 32 |       | Ange avec sceptre et globe | 1516               |        | huile sur bois     | 46x155cm          | Musée des Beaux-arts                                                                                        | Budapest/Hongrie             |
| 33 |       | Suzanne et les vieillards | 1517               | 37 ans | huile sur bois     | 66x50cm           | Musée des Offices                                                                                           | Florence/Italie              |
| 34 |       | Portrait de Lucina Brembati | env.1518           |        | huile sur bois     | 52x44cm           | Académie Carrara                                                                                            | Bergame/Italie               |
| 35 |       | Saint Jérôme pénitent | entre 1513 et 1518 |        | huile sur toile    | 56x40cm           | Musée national d'art de Bucarest jusqu'en 2006 et déplacé au Brukenthal National Museum                     | Sibiu/Roumanie               |
| 36 |       | Vierge à l’Enfant, saint Roch et saint Sébastien                                                                                                | 1518               | 38 ans | huile sur toile    | 82x108cm          | Musée des Beaux-Arts du Canada                                                                              | Ottawa/Canada                |
| 37 |       | portrait d'homme au chapelet (attribution) | env.1520           |        | huile sur toile    | 78,5x62 cm        | Nivaagaards Malerisamling                                                                                   | Copenhague/Danemark          |
| 38 |       | saint Pierre repentant | env.1520           |        | huile sur toile    | 108x95cm          | Coll. privée                                                                                                | Milan/Italie                 |
| 39 |       | Les Adieux du Christ à sa mère | 1521               | 41 ans | huile sur toile    | 126x99cm          | Staatliche Museen                                                                                           | Berlin/Allemagne             |
| 40 |       | Retable de san Bernardin (La Vierge à l'Enfant avec saint Bernardin de Sienne, saint Antoine, saint Jean-Baptiste et saint Joseph)              | 1521               |        | huile sur bois     | 300x275cm         | Eglise San Bernardino in Pignolo                                                                            | Bergame/Italie               |
| 41 |       | Retable de Santo Spirito, (Vierge trônant avec l’Enfant, sainte Catherine, saint Augustin, saint Sébastien, saint Antoine et saint Jean enfant) | 1521               |        | huile sur bois     | 287x267           | Église de Santo Spirito                                                                                     | Bergame/Italie               |
| 42 |       | Complainte du Christ mort | vers 1521          |        | huile sur toile    | 184x184cm         | Église Sant'Alessandro in Colonna                                                                           | Bergame/Italie               |
| 43 |       | Sainte Catherine | 1522               | 42ans  | huile sur bois     | 57x50cm           | National Gallery of Art                                                                                     | Washington/USA               |
| 44 |       | Madone à l'Enfant entre saint Jean-Baptiste et saint Catherine d'Alexandrie                                                                     | 1522               |        | huile sur toile    | 74x68cm           | Château Camozzi Vertova                                                                                     | Costa di Mezzate             |
| 45 |       | Polyptyque de Ponteranica | env.1525           |        | huile sur bois (?) | 75x55cm           | Église des saints Vincent et Alexandre                                                                      | Ponteranica/Italie           |
| 46 |       | Adoration de l'Enfant | 1523               | 43ans  | huile sur bois     | 46x36cm           | National Gallery of Art                                                                                     | Washington/USA               |
| 47 |       | Mariage mystique de sainte Catherine avec le donateur Niccolo Bonghi                                                                            | 1523               |        | huile sur bois     | 189x134cm         | Académie Carrara                                                                                            | Bergame/Italie               |
| 48 |       | Marsilio Cassotti et son épouse Faustine | 1523               |        | huile sur bois     | 71x84cm           | Musée du Prado                                                                                              | Madrid/Espagne               |
| 49 |       | Sainte Trinité | 1523-1524          |        | huile sur toile    | 170x115cm         | Église Sant'Alessandro della Croce ou Musée Adriano Bernareggi                                              | Bergame/Italie               |
| 50 |       | Sainte Famille avec saint Jérôme et saint Nicolas da Tolentino                                                                                  | 1524               | 44ans  | huile sur toile    | 94x78cm           | Museum of Fine Arts                                                                                         | Boston/USA                   |
| 51 |       | Mariage mystique de sainte Catherine avec des saints                                                                                            | 1524               |        | huile sur toile    | 98x115cm          | Galerie nationale d'Art ancien                                                                              | Rome/Italie                  |
| 52 |       | portrait d'un couple marié | 1524               |        | huile sur toile    | 96x116cm          | Musée de l'Ermitage                                                                                         | Saint-Pétersbourg/Russie     |
| 53 |       | Fresques de l'Oratoire Suardi | 1524               |        | fresques           | -                 | Oratoire Suardi                                                                                             | Trescore Balneario/Italie    |

| n°  | œuvre | titre de l'œuvre | date probable      | âge    | technique                  | dimension    | lieu de conservation                               | Ville                                          |
| --- | ----- | --- | ------------------ | ------ | -------------------------- | ------------ | -------------------------------------------------- | ---------------------------------------------- |
| 54  |       | Scènes de la vie de Marie | 1525               | 45 ans | Fresques                   | -            | Église San Michele al Pozzo Bianco                 | Bergame/Italie                                 |
| 55  |       | Nativité | 1525               |        | Fresques                   | -            | Église San Giorgio                                 | Credaro/Italie                                 |
| 56  |       | Vierge à l'Enfant | env.1525           |        | huile sur bois             | 52x38cm      | Musée Correr                                       | Venise/Italie                                  |
| 57  |       | Vierge à l'Enfant et deux donateurs | 1525-1535          |        | huile sur toile            | 85x115cm     | Paul Getty Museum                                  | Los Angeles/USA                                |
| 58  |       | Vénus et Cupidon | env.1525           |        | huile sur toile            | 92x111cm     | Metropolitan Museum of Art                         | New York/USA                                   |
| 59  |       | Vénus ornée des Grâces et des Quatre Amours | 1524-1527          |        | huile sur toile            |              | Complexe de santa Caterina                         | Trévise                                        |
| 59  |       | Cupidon couronnant un crâne | entre 1520 et 1556 |        | huile sur toile            | 52x51cm      | Alnwick Castle, coll. du duc de Northumberland     | AlnwickNorthumberland/Angleterre               |
| 60  |       | Portrait de jeune homme au livre | 1526               | 46 ans | huile sur bois             | 47x38cm      | Château des Sforza                                 | Milan/Italie                                   |
| 61  |       | Madone des Roses - Retable de San Francesco al Monte (Vierge à l’Enfant avec saint François et sainte Claire d'Assise, saint Joseph et saint Jérôme )                                      | 1526               |        | huile sur bois             | 240x160cm    | Palazzo Pianetti                                   | Jesi/Italie                                    |
| 62  |       | Annonciation faisant partie d'un triptyque avec saint Jean à Patmos. | 1526               |        | huile sur bois             | -            | Palazzo Pianetti                                   | Jesi/Italie                                    |
| 63  |       | Le Portement de Croix | 1526               |        | huile sur toile            | 66x60cm      | Louvre                                             | Paris/France                                   |
| 64  | -     | Saint Jérôme | 1526               |        | huile sur bois             | 51x40cm      | KunstHalle                                         | Hambourg/Allemagne                             |
| 65  |       | portrait d'un dominicain (toile datée et signée : Laurentius Lotus 1526) | 1526               |        | huile sur toile            | 76x67cm      | Musée civique                                      | Trévise/Italie                                 |
| 66  |       | Portrait d'un jeune homme | env.1526           |        | huile sur toile            | 47x38cm      | Staatliche Museen                                  | Berlin/Allemagne                               |
| 67  |       | Portrait d'architecte | env.1526           |        | huile sur toile            | 108x86cm     | Staatliche Museen                                  | Berlin                                         |
| 68  |       | Préalablement attribué à Antonello da Messina. Le Jeune Malade, ou Portrait d'un gentilhomme au livre. (Ce tableau représente Pierre Francesco II (dit Vicino) Orsini, seigneur de Bomarzo | 1527               |        | huile sur toile            | 98x116cm     | Galerie de l'Académie                              | Venise/Italie                                  |
| 69  |       | Nativité | 1527-1528          |        | huile sur bois             | 56x42cm      | Pinacothèque nationale                             | Sienne/Italie                                  |
| 70  |       | Assomption de la Vierge | 1527               |        | huile sur toile            | 250x210cl    | Eglise paroissiale de sainte Marie de l'Assomption | Caprino Bergamasco/Italie                      |
| 71  |       | Portrait d'un jeune érudit (attribution) | env.1527           |        | huile sur toile            | 98x116cm     | Galerie de l'Académie                              | Venise/Italie                                  |
| 72  |       | Portrait de Tommaso Negri | 1527               |        | huile sur bois             | -            | Couvent Franciscain de Poljud                      | Split/Croatie                                  |
| 73  |       | Portrait d'Andrea Odoni | 1527               |        | huile sur toile            | 104x117cm    | Collections royales de Buckingham Palace           | Westminster Londres/Angleterre                 |
| 74  |       | Portrait d'Homme avec une patte de Lion |                    |        | huile sur bois             | 96x70cm      | Kunsthistorisches Museum                           | Vienne/Autriche                                |
| 75  |       | La Vierge à l’Enfant avec sainte Catherine d’Alexandrie et saint Thomas | 1527-1530          |        | huile sur toile            | 113,5x152cm  | KunstHistorisches Museum                           | Vienne/Autriche                                |
| 76  |       | La Femme adultère | 1527-1529          | 48ans  | huile sur toile            | 124x156cm    | Louvre                                             | Paris/France                                   |
| 77  |       | Adoration de l'Enfant | entre 1528 et 1537 |        | huile sur toile            | 150x237cm    | Louvre                                             | Paris/France                                   |
| 78  |       | L'Annonciation au chat | 1528               |        | huile sur bois             | 166x114cm    | Museo Civico Villa Colloredo Mels                  | Recanati/Italie                                |
| 79  |       | L'Orfèvre au trois visages | 1529-1530          |        | huile sur toile            | 52x79cm      | KunstHistorisches Museum                           | Vienne/Autriche                                |
| 80  |       | Saint Nicolas en Gloire | 1529               | 49ans  | huile sur toile            | 335x188cm    | Église Santa Maria dei Carmini                     | Venise/Italie                                  |
| 81  |       | Le Repos pendant la fuite en Égypte avec sainte Justine | 1530               | 50ans  | huile sur toile            | 82X132cm     | Musée de l'Ermitage                                | Saint-Pétersbourg/Russie                       |
| 82  |       | Triomphe de la Chasteté | env.1530           |        |                            | 73x114cm     | Palazzo Pallavicino-Rospigliosi                    | Rome/Italie                                    |
| 83  |       | Crucifixion | 1531               | 51ans  | huile sur bois             | 450x250cm    | Église Santa Maria                                 | Monte San Giusto (province de Macerata)/Italie |
| 84  |       | Visitation | 1531               |        | huile sur toile            | -            | Palazzo Pianetti                                   | Jesi/Italie                                    |
| 85  |       | saint Christophe | 1531               |        | huile sur toile            | 162x57cm     | Gemäldegalerie                                     | Berlin/Allemagne                               |
| 86  |       | saint Sébastien | 1531               |        | huile sur toile            | 162x57cm     | Gemäldegalerie                                     | Berlin/Allemagne                               |
| 87  |       | Saint Christophe, saint Roch et saint Sébastien | 1532-1534          |        | huile sur toile            | 275x232 cm   | Basilique de la Santa Casa                         | Loreto/Italie                                  |
| 88  |       | Saint Roch | 1531-1533          |        | -                          | -            | Galerie nationale des Marches                      | Urbino/Italie                                  |
| 89  |       | Retable de Sainte Lucie | 1532               | 52 ans | huile sur bois             | 243X237cm    | Palazzo Pianetti                                   | Jesi/Italie                                    |
| 90  |       | L’Enfant Jésus dormant entre la Vierge, saint Joseph et sainte Catherine d’Alexandrie | 1533               | 53 ans | huile sur toile            | 81x115cm     | Académie Carrara                                   | Bergame/Italie                                 |
| 91  |       | Portrait de dame tenant un dessin de Lucrèce ou Portrait de Lucrezia Valier | 1533               |        | huile sur toile            | 96x110cm     | national Gallery (Trustees)                        | Londres/Angleterre                             |
| 92  |       | La Sainte Famille avec les saints Jérôme, Anne et Joachim | 1534               | 54 ans | huile sur toile            | 69x87cm      | Galerie des Offices                                | Florence/Italie                                |
| 93  |       | L'Adoration des Bergers | env.1534           |        | huile sur toile            | 147x106cm    | pinacothèque Tosio Martinengo                      | Brescia/Italie                                 |
| 94  |       | La Tentation de Saint Antoine | env.1535           |        | huile sur toile (?)        |              | Collection Earl of Pembroke                        | Wilton House/Angleterre                        |
| 95  |       | Portrait de Gentilhomme (Mercurio Bua) | 1535               | 55 ans | huile sur toile            | 118x105cm    | Galleria Borghese                                  | Rome/Italie                                    |
| 96  |       | Madone du Rosaire | 1537               | 57 ans | huile sur toile            | 384x264cm    | Pinacothèque municipale                            | Cingoli/Italie                                 |
| 97  |       | Vierge à l’Enfant avec des saints dite Pala de l'hallebarde | 1539               | 59 ans | huile sur toile            |              | Pinacothèque Francesco Podesti                     | Ancône/Italie                                  |
| 98  |       | Madone à l'Enfant avec saint François d'Assise | env.1540 (?)       |        |                            |              | Musée des Beaux-arts                               | Budapest/Hongrie                               |
| 99  |       | Autoportrait supposé de Lorenzo Lotto (l'homme n'ayant pas 60 ans, soit la datation est fausse, soit il ne peut s'agir d'un autoportrait)                                                  | env.1540           | 60 ans | huile sur bois             | 43x35cm      | Musée Thyssen-Bornemisza                           | Madrid/Espagne                                 |
| 100 |       | Portrait d'homme au feutre | 1541               | 61 ans | huile sur carton           | 58x46cm      | Musée des Beaux-Arts du Canada                     | Ottawa/Canada                                  |
| 101 |       | portrait d'un homme (attribution) | env.1542           |        | huile sur toile            | 95x80cm      | Galerie Doria-Pamphilj                             | Rome/Italie                                    |
| 102 |       | Madonna delle Grazie | 1542               | 62 ans | huile sur toile            | -            | Musée l'Ermitage                                   | Saint-Pétersbourg/Russie                       |
| 103 |       | Offrande de saint Antoine ou Saint Antoine faisant l'aumône | 1542               |        | huile sur toile            | 332x235cm    | Basilique des saints Jean et Paul                  | Venise/Italie                                  |
| 104 |       | Saint Félix | 1542               |        | huile sur toile            | 139x57cm     | Église de san Domenico                             | Giovinazzo/Italie                              |
| 105 |       | Résurrection | 1543               |        | huile sur bois de peuplier | 50x32cm      | Kunsthistorisches Museum                           | Vienne/Autriche                                |
| 106 |       | Portrait de Febo da Brescia | 1543-1544          |        | huile sur toile            | 82x78cm      | Pinacothèque de Brera                              | Milan/Italie                                   |
| 107 |       | Portrait de Laura da Pola | 1543-1544          |        | huile sur toile            | 90x75cm      | Pinacothèque de Brera                              | Milan/Italie                                   |
| 108 |       | Portrait d'homme avec des gants | 1543 (?)           |        | huile sur toile            | 90x75cm      | Pinacothèque de Brera                              | Milan/Italie                                   |
| 109 |       | Saint Jérôme | 1544               |        | huile sur toile            | 53x42cm      | Galleria Doria Pamphilj                            | Rome/Italie                                    |
| 110 |       | Baptême du Christ | 1544-1555          |        | huile sur bois (?)         | -            | Musée apostolique de la Santa Casa                 | Loreto/Italie                                  |
| 111 |       | Pietà | 1545               | 65 ans | huile sur toile            | 185x150cm    | Pinacothèque de Brera                              | Milan/Italie                                   |
| 112 |       | Le portrait du prédicateur dominicain Fra Lorenzo de la ville de Bergame, en Italie, identifié grâce à un paiement enregistré en 1542 par Lotto.                                           | 1540-1545          |        | huile sur toile            | 83×69.6cm    | Walter Art Museum                                  | Baltimore/USA                                  |
| 113 |       | Le Sacrifice de Melchisedech | 1545-1550          |        | -                          | -            | Musée apostolique de la Santa Casa                 | Loreto/Italie                                  |
| 114 |       | Madone et saints | 1546               | 66 ans | huile sur toile            | 240x171cm    | Église San Giacomo dell'Orio                       | Venise/Italie                                  |
| 115 |       | Souper à Emmaus | 1546               |        | huile sur toile            | 75,5x101,5cm | Christ Church Picture Gallery                      | Oxford/Angleterre                              |

| n°  | œuvre | titre de l'œuvre                                                                                      | date probable | âge    | technique           | dimensions | lieu de conservation                | Ville                         |
| --- | ----- | --- | ------------- | ------ | ------------------- | ---------- | ----------------------------------- | ----------------------------- |
| 116 |       | L'Évanouissement de la Vierge pendant le transport du Christ                                          | 1545          |        | huile sur toile     | 142x212cm  | Musée des beaux-Arts                | Strasbourg/France             |
| 117 |       | Portrait du frère Gregorio Belo de Vicence                                                            | 1547          | 67 ans | huile sur toile     | 87x71cm    | Metropolitan Museum of Art          | New York/USA                  |
| 118 |       | Assomption de Mogliano avec saint Jean Baptiste, sainte Madeleine, Saint Joseph et Pierre de Mogliano | 1548          | 68 ans | huile sur toile (?) | -          | Église Santa Maria della Piazza     | Mogliano/Italie               |
| 119 |       | Le Christ et la femme Adulère                                                                         | 1548-1550     |        | huile sur toile     | 124x156cm  | Louvre                              | Paris/France                  |
| 120 |       | Adoration de l'Enfant                                                                                 | 1548-1550     |        | huile sur toile     | -          | Palais apostolique de la Santa Casa | Loreto/Italie                 |
| 121 |       | Madone à l'Enfant et Anges                                                                            | ?             |        | huile sur toile     | -          | Palais communal (?)                 | Osimo (?)/Italie              |
| 122 |       | Frère Angelo Ferretti en saint Pierre Martyr (attribution)                                            | 1549          |        | huile sur toile     | -          | Harvard Art Museums                 | Cambridge (Massachusetts)/USA |
| 123 |       | Assomption                                                                                            | 1549-1550     |        | huile sur toile     | -          | Église de San Francesco alle Scale  | Ancône/Italie                 |
| 124 |       | Combat entre la Force et la Fortune malheureuse                                                       | avant 1550    |        | huile sur toile (?) | -          | Palais apostolique de la Santa Casa | Loreto/Italie                 |
| 125 |       | L'Arbalétrier (Maestro Battista di Rocca Contrada)                                                    | 1551-1552     |        | huile sur toile     | -          | Musée du Capitole                   | Rome/Italie                   |
| 126 | -     | portrait (attribué) de Vieillard                                                                      | 1552          |        | huile sur toile     | 93x72cm    | Musée de l'Ermitage                 | Saint-Pétersbourg/Russie      |
| 127 |       | La Présentation au Temple                                                                             | 1554-1555     |        | huile sur toile     | 170x157cm  | Palais apostolique de la Santa Casa | Loreto/Italie                 |
| 128 |       | Saint Michel archange repoussant Lucifer                                                              | 1555          | 75 ans | huile sur bois (?)  | -          | Palais apostolique de la Santa Casa | Loreto/Italie                 |